# Colonización de Marte

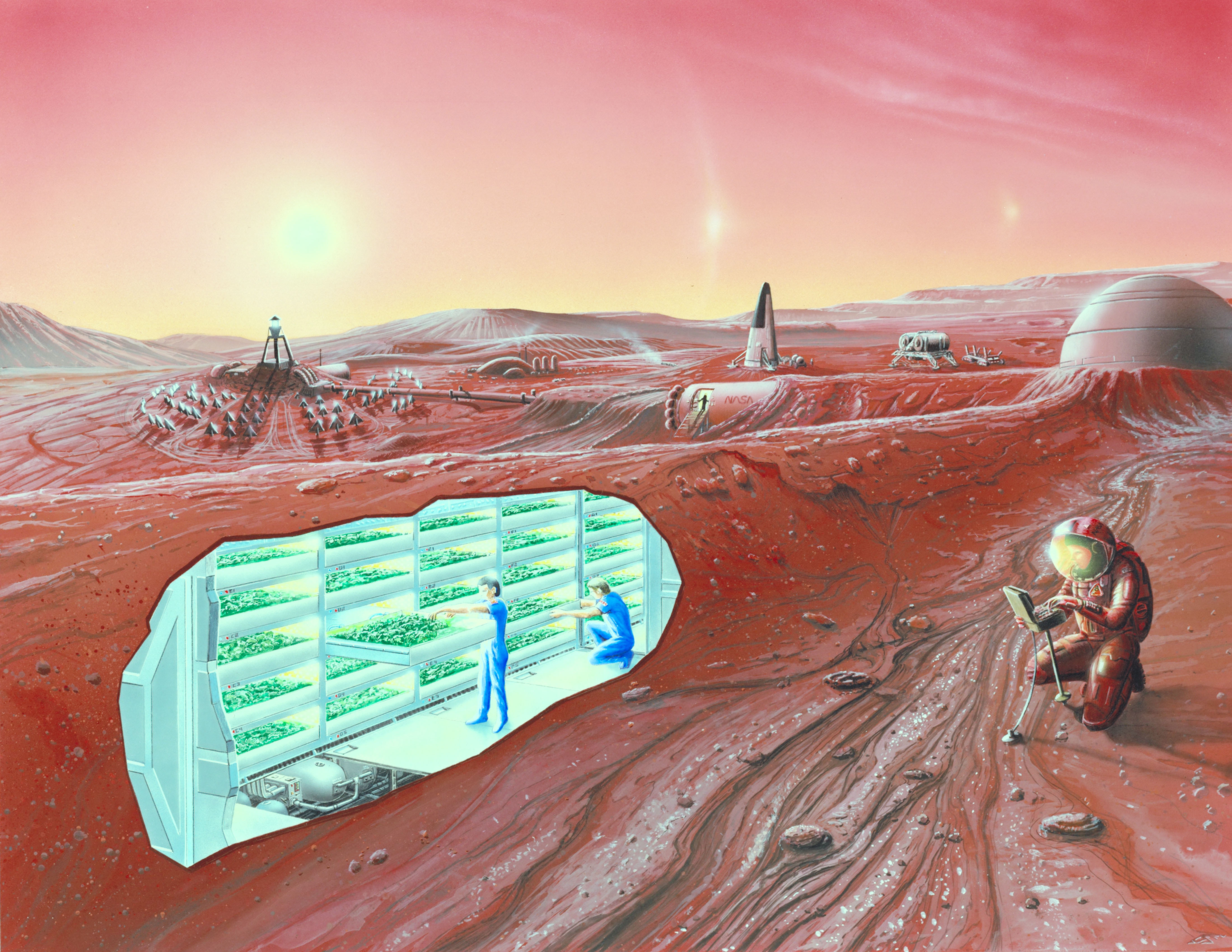
Por años la NASA y otras agencias espaciales como la ESA han tenido planes para colonizar Marte.

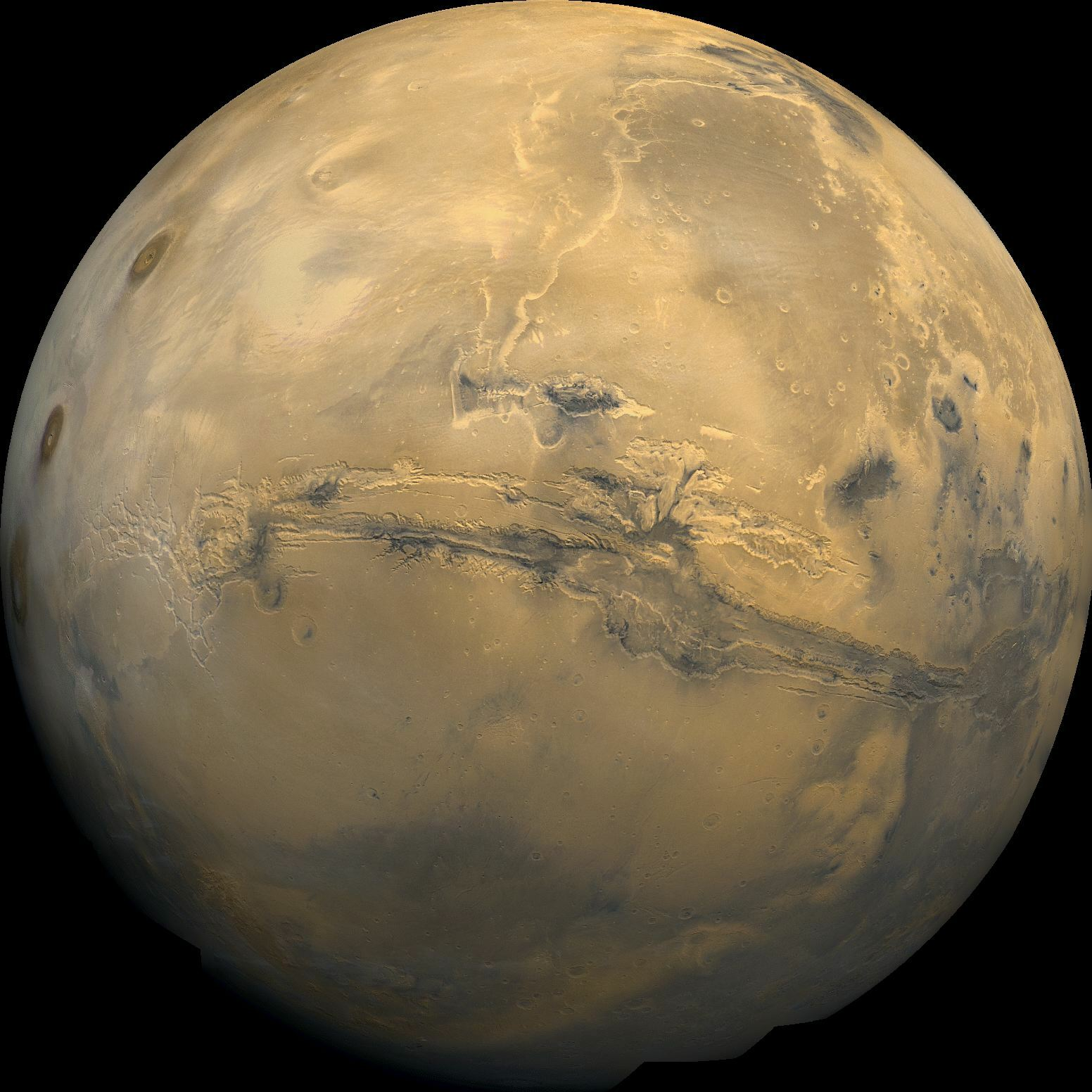
Fotografía de Marte desde su órbita.

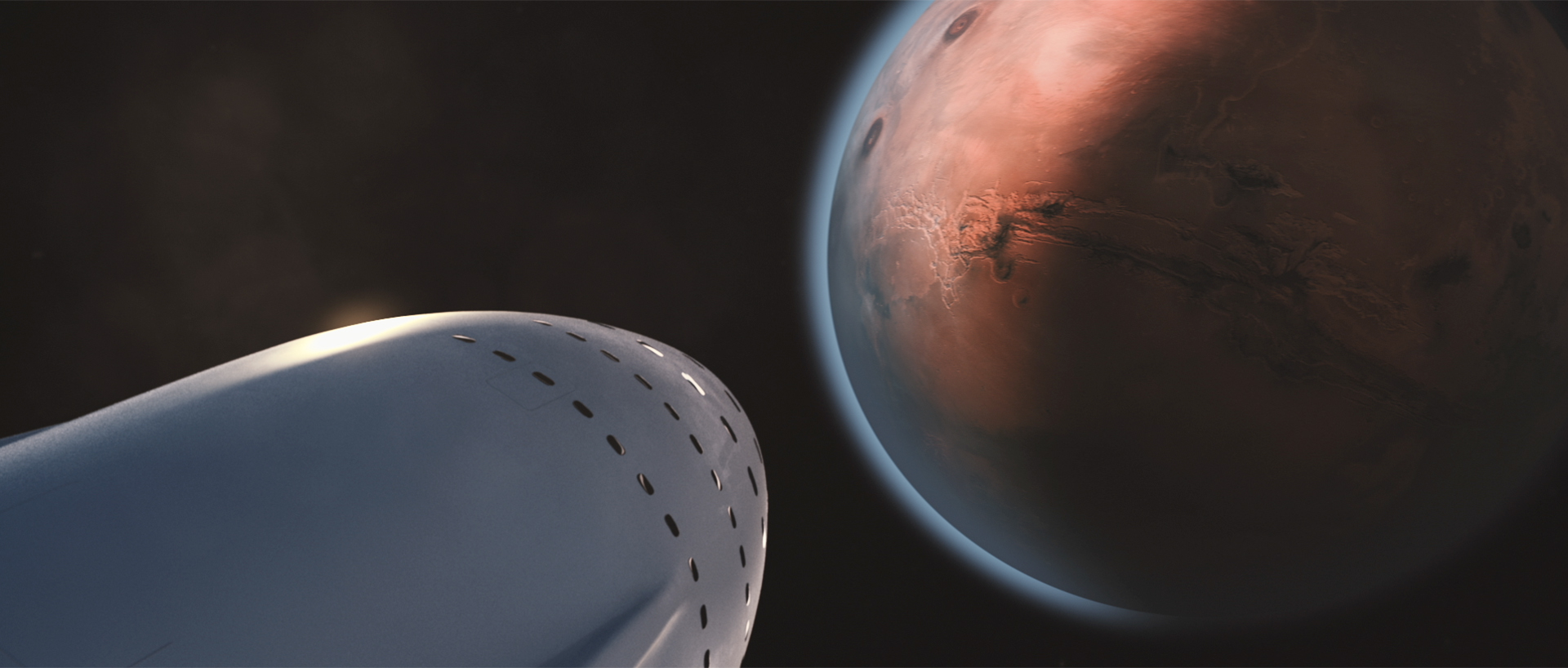
Una representación del sistema de transporte interplanetario acercándose a Marte, una nave colonial conceptual del programa de colonización de Marte de SpaceX, actualmente en desarrollo.

La colonización de Marte refiere a la posibilidad futura de que el ser humano habite dicho planeta de manera permanente. Varios científicos consideran que la colonización del espacio es un paso deseable y tal vez inevitable para el futuro de la humanidad. Marte es el foco de muchas especulaciones y estudios serios sobre posibles colonias. Este el planeta más fácil de alcanzar desde la Tierra en términos de energía requerida, pero un viaje allí podría llevar bastantes meses en el espacio (con la tecnología disponible, entre 6 y 7 meses).
La NASA y la Agencia Espacial Europea (ESA) son las principales agencias espaciales que, actualmente, tienen en marcha investigaciones y misiones sobre la colonización de Marte.

## Descripción general
La mayoría de los conceptos de colonización se centran en el asentamiento, pero la colonización es un concepto ético más amplio, que el derecho espacial internacional ha limitado, y los programas espaciales nacionales han evitado, centrándose en cambio en misión humana a Marte para explorar el planeta. El asentamiento de Marte requeriría la migración de humanos al planeta, el establecimiento de una presencia humana permanente y la explotación de recursos locales.
No han ocurrido misiones tripuladas a Marte, aunque ha habido exitosas misiones robóticas al planeta. Las agencias espaciales públicas (incluyendo NASA, ESA, Roscosmos, ISRO, la CNSA, entre otras) han explorado conceptos de colonización, pero se han centrado principalmente en la exploración robótica adicional de Marte y la posibilidad de aterrizajes tripulados. Algunos grupos de promoción espacial, como la Mars Society y la National Space Society, así como algunas organizaciones privadas, como SpaceX, han promovido la idea de la colonización. La perspectiva de asentarse en Marte ha sido ampliamente explorada en escritura de ciencia ficción, cine y arte.
Los desafíos para el asentamiento incluyen la intensa radiación ionizante que afecta la superficie marciana y el polvo fino y tóxico que cubre el planeta. Marte tiene una atmósfera, pero es irrespirable y delgada. Las temperaturas superficiales fluctúan ampliamente, entre −70 y 0 grados Celsius (−94 y 32,0 °F). Aunque Marte tiene agua subterránea y otros recursos, las condiciones no favorecen la producción de energía usando viento y solar; de manera similar, el planeta tiene pocos recursos para nuclear. La órbita de Marte es la tercera más cercana a la órbita de la Tierra, aunque lo suficientemente lejos como para que la distancia represente un obstáculo serio para el movimiento de material y colonos. Las justificaciones y motivaciones para colonizar Marte incluyen la curiosidad tecnológica, la oportunidad de realizar investigaciones observacionales profundas, la posibilidad de que el asentamiento de otros planetas pueda disminuir la probabilidad de extinción humana, el interés en establecer una colonia independiente de la Tierra y los posibles beneficios de la explotación económica de los recursos del planeta.

### Terminología
La colonización de Marte difiere de las misiones de exploración tripulada de Marte actualmente perseguidas por las agencias espaciales públicas, ya que estas buscan aterrizar humanos para exploración.
La terminología utilizada para referirse a una posible presencia humana en Marte ha sido examinada desde al menos la década de 2010, y en general la colonización espacial desde 1977, como por Carl Sagan, quien prefería referirse a asentamientos en el espacio como ciudades, en lugar de colonias debido a la implicación de colonialismo; el Departamento de Estado de EE. UU. ya había aclarado evitar el uso del término por su significado colonialista. Hoy en día se prefiere "asentamiento" por razones similares, intentando evitar las amplias connotaciones sociopolíticas de la colonización.
Hoy en día, el término es más prominentemente utilizado por Robert Zubrin y el programa de colonización de Marte de SpaceX, con el término Occupy Mars también siendo usado, aspirando a una colonia de Marte independiente, a pesar de las limitaciones del derecho espacial internacional.

### Conceptos de misión
Aterrizadores y rovers han explorado con éxito la superficie de Marte y han proporcionado información sobre las condiciones en el terreno. El primer aterrizador exitoso, el aterrizador Viking 1, tocó el planeta en 1976.
Se han propuesto misiones tripuladas a Marte, pero ninguna persona ha intentado viajar al planeta, y no ha habido misiones de retorno. La mayoría de los conceptos de misión humana concebidos actualmente por los programas espaciales gubernamentales nacionales no serían precursores directos de la colonización. Programas como los que están siendo tentativamente planeados por NASA, Roscosmos, y ESA están destinados únicamente como misiones de exploración, con el establecimiento de una base permanente posible pero aún no como el objetivo principal. La colonización requiere el establecimiento de hábitats permanentes con potencial para la autoexpansión y la autosustentabilidad. Dos propuestas tempranas para construir hábitats en Marte son los conceptos Mars Direct y Semi-Direct, defendidos por Robert Zubrin, un defensor de la colonización de Marte.
En la Cumbre Mundial de Gobiernos de febrero de 2017, los Emiratos Árabes Unidos anunciaron un plan para establecer un asentamiento en Marte para 2117, liderado por el Centro Espacial Mohammed bin Rashid.

## Similitudes con la Tierra
La diferencia en la gravedad afecta negativamente la salud humana al debilitar los huesos y músculos. También hay riesgo de osteoporosis y problemas cardiovasculares. Las rotaciones actuales en la Estación Espacial Internacional colocan a los astronautas en gravedad cero durante seis meses, un tiempo comparable a un viaje de ida a Marte. Esto da a los investigadores la capacidad de entender mejor el estado físico en el que los astronautas llegarían a Marte. Una vez en Marte, con su menor gravedad superficial (38% de la de la Tierra), estos efectos en la salud serían una seria preocupación. La microgravedad afecta los sistemas cardiovascular, musculoesquelético y neurovestibular (nervioso central). Los efectos cardiovasculares son complejos. En la Tierra, la sangre dentro del cuerpo permanece 70% por debajo del corazón, pero en microgravedad esto no es el caso debido a que nada tira de la sangre hacia abajo. Esto puede tener varios efectos negativos. Al entrar en microgravedad, la presión arterial en la parte inferior del cuerpo y las piernas se reduce significativamente. Esto causa que las piernas se debiliten por la pérdida de masa muscular y ósea. Los astronautas muestran signos de cara hinchada y síndrome de piernas de pollo. Después del primer día de reentrada a la Tierra, las muestras de sangre mostraron una pérdida del 17% de plasma sanguíneo, lo que contribuyó a una disminución en la secreción de eritropoyetina. En el sistema esquelético, que es importante para soportar la postura corporal, los vuelos espaciales largos y la exposición a la microgravedad causan desmineralización y atrofia de los músculos. Durante la readaptación, se observó que los astronautas tenían una miríada de síntomas, incluyendo sudores fríos, náuseas, vómitos y mareo por movimiento. Los astronautas que regresaban también se sentían desorientados. Una vez en Marte, con su menor gravedad superficial, estos efectos en la salud serían una seria preocupación. Al regresar a la Tierra, la recuperación de la pérdida ósea y la atrofia es un proceso largo y los efectos de la microgravedad podrían no revertirse completamente.
Mientras que la Tierra es más parecida a Venus en su composición general, las similitudes con Marte son más convincentes respecto a la colonización. Esto incluye las siguientes razones:
- El día marciano (o sol) es muy parecido al terrestre. Un día solar medio de Marte dura 24 horas 39 minutos y 35,244 segundos.
- La superficie de Marte tiene un área equivalente al 28,4 % de la Tierra, levemente menor que la cantidad de tierra seca en nuestro planeta (que es del 29,2 % de la superficie de la Tierra).
- Marte tiene una inclinación axial de 25,19°, comparada con los 23,44° de la Tierra. Esto significa que Marte tiene unas estaciones muy parecidas a las de la Tierra, aunque duran casi el doble porque el año marciano dura cerca de 1,88 años terrestres.
- Marte tiene atmósfera. Aunque es muy fina (cerca del 0,7 % de la atmósfera terrestre), proporciona algo de protección a la radiación solar y a la radiación cósmica, y ha sido usada satisfactoriamente para el aerofrenado de las naves.
- Recientes observaciones por los robots de exploración de la NASA y la Mars Express de la ESA confirman la presencia de agua en Marte.[25] Marte parece tener cantidades significativas de todos los elementos necesarios para la vida.[cita requerida]
- La cantidad de CO2 en Marte es 52 veces mayor que en la Tierra, lo que probablemente permita el cultivo de plantas en Marte.
- Marte tiene dos satélites naturales que son mucho más pequeños y cercanos al planeta que nuestra Luna. Fobos y Deimos pueden servir como útiles lugares para probar los conceptos de colonización de asteroides.

| Ubicación                  | Presión                         |
| -------------------------- | ------------------------------- |
| Cumbre del Monte Olimpo    | 72 Pa (0.0104 psi) (0.0007 atm) |
| Promedio en Marte          | 610 Pa (0.088 psi) (0.006 atm)  |
| Fondo de Hellas Planitia   | 1,16 kPa (0,1 mca) (0.0114 atm) |
| Límite de Armstrong        | 6,25 kPa (0,6 mca) (0.0617 atm) |
| Cumbre del Monte Everest   | 33,7 kPa (3,4 mca) (0.3326 atm) |
| Nivel del mar en la Tierra | 101,3 kPa (10,3 mca) (1 atm)    |

### Gravedad y tamaño
La gravedad superficial de Marte es solo el 38% de la de la Tierra. Aunque la microgravedad es conocida por causar problemas de salud como pérdida muscular y desmineralización ósea, no se sabe si la gravedad marciana tendría un efecto similar. El Biosatélite de Gravedad de Marte (Mars Gravity Biosatellite) fue un proyecto propuesto diseñado para aprender más sobre qué efecto tendría la menor gravedad superficial de Marte en los humanos, pero fue cancelado debido a la falta de financiación.
Marte tiene una superficie que es el 28.4% de la de la Tierra, solo ligeramente menos que la cantidad de tierra seca en la Tierra (que es el 29.2% de la superficie terrestre). Marte tiene la mitad del radio de la Tierra y solo una décima parte de la masa. Esto significa que tiene un volumen menor (≈15%) y una densidad promedio más baja que la Tierra.

### Magnetosfera
Debido a la falta de una magnetosfera, los eventos de partículas solares y los rayos cósmicos pueden llegar fácilmente a la superficie marciana.

### Atmósfera
La presión atmosférica en Marte está muy por debajo del límite de Armstrong en el que las personas pueden sobrevivir sin trajes presurizados. Dado que la terraformación no se puede esperar como una solución a corto plazo, las estructuras habitables en Marte tendrían que construirse con recipientes bajo presión similares a las naves espaciales, capaces de contener una presión entre 30 y 100 kPa. La atmósfera también es tóxica, ya que la mayor parte está compuesta por dióxido de carbono (95% dióxido de carbono, 3% nitrógeno, 1.6% argón, y trazas que suman menos del 0.4% de otros gases, incluido oxígeno).
Esta atmósfera delgada no filtra la luz solar ultravioleta, lo que causa inestabilidad en los enlaces moleculares entre átomos. Por ejemplo, el amoníaco (NH3) no es estable en la atmósfera marciana y se descompone después de unas pocas horas. También debido a la delgadez de la atmósfera, la diferencia de temperatura entre el día y la noche es mucho mayor que en la Tierra, típicamente alrededor de 70 °C. Sin embargo, la variación de temperatura día/noche es mucho menor durante las tormentas de polvo cuando muy poca luz llega a la superficie incluso durante el día, y en cambio calienta la atmósfera media.

### Agua y clima
El agua en Marte es escasa, con los rovers Spirit y Opportunity encontrando menos que en el desierto más seco de la Tierra.
El clima es mucho más frío que el de la Tierra, con temperaturas superficiales promedio entre 186 y 268 K (−87,2 y −5,2 °C) (dependiendo de la estación y la latitud). La temperatura más baja jamás registrada en la Tierra fue de 184 K (−89.2 °C) en Antártida.
Debido a que Marte está aproximadamente un 52% más lejos del Sol, la cantidad de energía solar que ingresa a su atmósfera superior por unidad de área (la constante solar) es alrededor del 43.3% de lo que llega a la atmósfera superior de la Tierra. Sin embargo, debido a la atmósfera mucho más delgada, una mayor fracción de la energía solar llega a la superficie como radiación. La máxima irradiación solar en Marte es de aproximadamente 590 W/m2 en comparación con aproximadamente 1000 W/m2 en la superficie de la Tierra; las condiciones óptimas en el ecuador marciano pueden compararse con las de la Isla Devon en el Ártico canadiense en junio. La órbita de Marte es más excéntrica que la de la Tierra, aumentando las variaciones de temperatura y constante solar a lo largo del año marciano. Marte no tiene lluvia y prácticamente no tiene nubes, por lo que, aunque frío, es permanentemente soleado (excepto durante las tormentas de polvo). Esto significa que los paneles solares pueden operar siempre a máxima eficiencia en días sin polvo.
Las tormentas de polvo globales son comunes durante todo el año y pueden cubrir todo el planeta durante semanas, bloqueando la luz solar de llegar a la superficie. Esto ha sido observado causando caídas de temperatura de 4 °C durante varios meses después de la tormenta. En contraste, los únicos eventos comparables en la Tierra son erupciones volcánicas grandes poco frecuentes como el evento de Krakatoa que arrojó grandes cantidades de ceniza a la atmósfera en 1883, causando una caída de temperatura global de alrededor de 1 °C. Estas tormentas de polvo afectarían la producción de electricidad de paneles solares durante largos períodos e interferirían con las comunicaciones con la Tierra.

#### Temperatura y estaciones
Marte tiene una inclinación axial de 25.19°, similar a la de la Tierra de 23.44°. Como resultado, Marte tiene estaciones muy similares a las de la Tierra, aunque en promedio duran casi el doble porque el año marciano es de aproximadamente 1.88 años terrestres. El régimen de temperaturas de Marte es más similar al de la Tierra que al de cualquier otro planeta en el sistema solar. Aunque generalmente más frío que la Tierra, Marte puede tener temperaturas similares a las de la Tierra en algunas áreas y en ciertos momentos.

### Suelo
El suelo marciano es tóxico debido a concentraciones relativamente altas de cloro y compuestos asociados, como percloratos, que son peligrosos para todas las formas de vida conocidas, aunque algunos microorganismos halotolerantes podrían lidiar con concentraciones elevadas de perclorato mediante adaptaciones fisiológicas similares a las observadas en la levadura Debaryomyces hansenii expuesta en experimentos de laboratorio a concentraciones crecientes de NaClO4.
La presencia de percloratos puede formar un componente clave del propelente de cohetes sólidos, combinándose con otros materiales mediante mezclado acústico resonante.

### Supervivencia
Las plantas y los animales no pueden sobrevivir en las condiciones ambientales de la superficie de Marte. Sin embargo, algunos organismos extremófilos que sobreviven en condiciones hostiles en la Tierra han soportado períodos de exposición a entornos que aproximan algunas de las condiciones encontradas en Marte.

### Duración del día
El día marciano (o sol) es muy cercano en duración al de la Tierra. Un día solar en Marte es de 24 horas, 39 minutos y 35.244 segundos.

## Condiciones para la habitabilidad humana
Fisiológicamente, la atmósfera de Marte puede ser considerada un vacío. Un humano desprotegido perdería el sentido en cerca de 20 segundos y podría sobrevivir no más de un minuto en la superficie de Marte sin un traje espacial.
Aun así, las condiciones de Marte son mucho más cercanas a la habitabilidad que las temperaturas extremadamente frías y cálidas de Mercurio, el horno de la superficie de Venus, o el frío criogénico de los planetas exteriores. Solo las nubes altas de Venus son parecidas en términos de habitabilidad a la Tierra como lo es Marte. 

Hay hábitats naturales en la Tierra en los que los humanos han probado las condiciones de vida en Marte. La máxima altura alcanzada por un globo sonda, registrada en mayo de 1961, fue de 34.668 metros (113.740 pies). La presión a esa altitud es más o menos la misma que la de la superficie de Marte. El frío extremo del Ártico y de la Antártida recrea las extremas temperaturas de Marte. Además, hay desiertos en la Tierra que tienen un aspecto similar al terreno marciano, especialmente el desierto de Atacama.

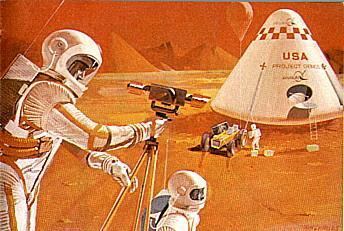
Una misión tripulada al estilo de expedición operaría en la superficie, pero por períodos limitados de tiempo.

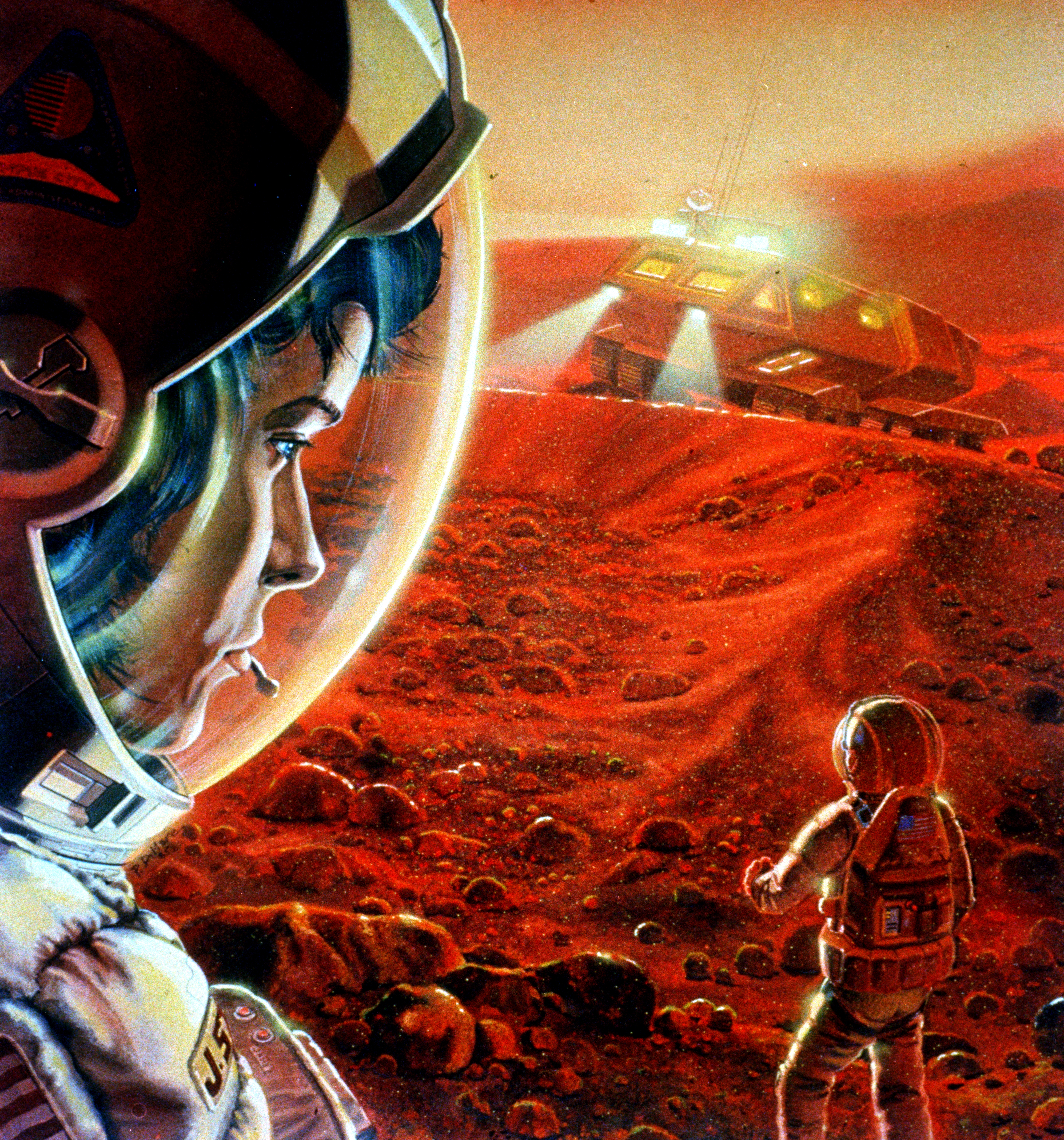
El polvo es un problema para las misiones a Marte.

Las condiciones en la superficie de Marte son más cercanas a las de la Tierra en términos de temperatura y luz solar que las de cualquier otro planeta o luna, excepto las cimas de las nubes de Venus. Sin embargo, la superficie no es hospitalaria para humanos o la mayoría de las formas de vida conocidas debido a la radiación, la presión de aire muy reducida y una atmósfera con solo 0.16% de oxígeno.
En 2012, se informó que algunos líquenes y cianobacterias sobrevivieron y mostraron una notable capacidad de adaptación para la fotosíntesis después de 34 días en experimentos que parcialmente simularon condiciones marcianas en el Laboratorio de Simulación de Marte (MSL) mantenido por el Centro Aeroespacial Alemán (DLR). Algunos científicos piensan que las cianobacterias podrían desempeñar un papel en el desarrollo de puestos avanzados tripulados autosostenibles en Marte. Proponen que las cianobacterias podrían usarse directamente para diversas aplicaciones, incluyendo la producción de alimentos, combustible y oxígeno, pero también indirectamente: los productos de su cultivo podrían apoyar el crecimiento de otros organismos, abriendo el camino a una amplia gama de procesos biológicos de soporte de vida basados en recursos marcianos.
Los humanos han explorado partes de la Tierra que coinciden con algunas condiciones en Marte. Basado en datos de rovers de la NASA, las temperaturas en Marte (en latitudes bajas) son similares a las de Antártida. La presión atmosférica en las altitudes más altas alcanzadas por ascensos en globos pilotados (35 km en 1961, 38 km en 2012) es similar a la de la superficie de Marte. Sin embargo, los pilotos no estuvieron expuestos a la presión extremadamente baja, ya que eso los habría matado, sino que estaban sentados en una cápsula presurizada.
La supervivencia humana en Marte requeriría vivir en hábitats artificiales con sistemas complejos de soporte vital. Un aspecto clave de esto serían los sistemas de procesamiento de agua. Estando compuesto principalmente de agua, un ser humano moriría en cuestión de días sin ella. Incluso una disminución del 5–8% en el agua corporal total causa fatiga y mareos, y con una disminución del 10% viene un deterioro físico y mental (véase: deshidratación). Una persona en el Reino Unido usa de 70 a 140 litros de agua por día en promedio. A través de la experiencia y el entrenamiento, los astronautas en la ISS han demostrado que es posible usar mucho menos, y que alrededor del 70% de lo que se usa puede reciclarse usando los sistemas de recuperación de agua de la ISS. Por ejemplo, la mitad de toda el agua se usa durante las duchas. Se necesitarían sistemas similares en Marte, pero tendrían que ser mucho más eficientes, ya que las entregas robóticas regulares de agua a Marte serían prohibitivamente caras (la ISS recibe agua cuatro veces al año). El acceso potencial al agua in situ (congelada o de otra forma) mediante perforación ha sido investigado por la NASA.

### Efectos en la salud humana
Marte presenta un entorno hostil para la habitabilidad humana. Se han desarrollado diferentes tecnologías para asistir en la exploración espacial a largo plazo y podrían adaptarse para la habitabilidad en Marte. El récord existente para el vuelo espacial continuo más largo es de 438 días por el cosmonauta Valeri Polyakov, y el mayor tiempo acumulado en el espacio es de 1,111 días por Oleg Kononenko. El mayor tiempo pasado fuera de la protección del cinturón de radiación de Van Allen de la Tierra es de aproximadamente 12 días para el aterrizaje lunar de Apolo 17. Esto es menor en comparación con el viaje de 1100 días a Marte y de regreso previsto por la NASA para posiblemente tan temprano como el año 2028. Los científicos han hipotetizado que muchas funciones biológicas diferentes pueden ser afectadas negativamente por el entorno de Marte. Debido a niveles más altos de radiación, hay una multitud de efectos secundarios físicos que deben mitigarse. Además, el suelo marciano contiene altos niveles de toxinas que son peligrosas para la salud humana.

#### Efectos físicos
La diferencia en la gravedad puede afectar negativamente la salud humana al debilitar huesos y músculos. También existe riesgo de osteoporosis y problemas cardiovasculares. Las rotaciones actuales en la Estación Espacial Internacional colocan a los astronautas en gravedad cero durante seis meses, un tiempo comparable a un viaje de ida a Marte. Esto permite a los investigadores entender mejor el estado físico en el que llegarían los astronautas a Marte. Una vez en Marte, con su menor gravedad superficial (38% de la de la Tierra), estos efectos en la salud serían una preocupación seria. Los efectos cardiovasculares son complejos. En la Tierra, la sangre del cuerpo permanece un 70 % por debajo del corazón, pero en microgravedad esto no ocurre, ya que no hay nada que empuje la sangre hacia abajo. Esto puede tener varios efectos negativos. Una vez en microgravedad, la presión sanguínea en la parte inferior del cuerpo y las piernas se reduce significativamente. Esto provoca que las piernas se debiliten debido a la pérdida de masa muscular y ósea. Los astronautas muestran signos de hinchazón en la cara y síndrome de piernas de pollo. Tras el primer día de reentrada en la Tierra, las muestras de sangre mostraron una pérdida del 17 % de plasma sanguíneo, lo que contribuyó a una disminución de la secreción de eritropoyetina. En el sistema esquelético, importante para mantener la postura corporal, los vuelos espaciales largos y la exposición a la microgravedad provocan desmineralización y atrofia muscular. Durante la readaptación, se observó que los astronautas presentaban una gran variedad de síntomas, como sudores fríos, náuseas, vómitos y mareos. Los astronautas que regresaban también se sentían desorientados. Una vez en Marte, con su menor gravedad superficial (el 38 % de la de la Tierra), estos efectos sobre la salud serían un motivo de grave preocupación. Al regresar a la Tierra, la recuperación de la pérdida ósea y la atrofia es un proceso largo y es posible que los efectos de la microgravedad nunca se reviertan por completo.

#### Radiación
Cantidades peligrosas de radiación llegan a la superficie de Marte a pesar de estar mucho más lejos del Sol en comparación con la Tierra. Marte ha perdido su dinamo interno, lo que le otorga una magnetosfera global más débil que la de la Tierra. Combinado con una atmósfera delgada, esto permite que una cantidad significativa de radiación ionizante alcance la superficie marciana. Existen dos tipos principales de riesgos de radiación al viajar fuera de la protección de la atmósfera y la magnetosfera de la Tierra: los rayos cósmicos galácticos (RCG) y las partículas energéticas solares (PES). La magnetosfera de la Tierra protege contra las partículas cargadas provenientes del Sol, y la atmósfera protege contra los RCG no cargados y altamente energéticos. Hay formas de mitigar la radiación solar, pero sin una atmósfera significativa, la única solución para el flujo de RCG es un blindaje pesado que equivale aproximadamente a 15 centímetros de acero, 1 metro de roca o 3 metros de agua, lo que limita a los colonos humanos a vivir bajo tierra la mayor parte del tiempo.
La nave espacial Mars Odyssey lleva un instrumento, el Experimento de Radiación del Entorno Marciano (MARIE), para medir la radiación. MARIE encontró que los niveles de radiación en órbita sobre Marte son 2.5 veces más altos que en la Estación Espacial Internacional, o mucho más altos que la contaminación radiactiva global combinada de miles de pruebas de armas nucleares. La dosis diaria promedio fue de aproximadamente 220 μGy (22 mrad)—equivalente a 0.08 Gy por año. Una exposición de tres años a tales niveles excedería los límites de seguridad actualmente adoptados por la NASA, y el riesgo de desarrollar cáncer debido a la exposición a la radiación después de una misión a Marte podría ser dos veces mayor de lo que los científicos pensaban anteriormente. Los eventos de protones solares (EPS) ocasionales producen dosis mucho más altas, como se observó en septiembre de 2017, cuando la NASA informó que los niveles de radiación en la superficie de Marte se duplicaron temporalmente, y estuvieron asociados con una aurora 25 veces más brillante que cualquiera observada anteriormente, debido a una tormenta solar masiva e inesperada. Construir viviendas bajo tierra (posiblemente en tubos de lava marcianos) reduciría significativamente la exposición de los colonos a la radiación.

Comparación de dosis de radiación—incluye la cantidad detectada en el viaje de la Tierra a Marte por el RAD en el MSL (2011–2013).

Aún queda mucho por aprender sobre la radiación espacial. En 2003, el Centro Espacial Lyndon B. Johnson de la NASA abrió una instalación, el Laboratorio de Radiación Espacial de la NASA, en el Laboratorio Nacional de Brookhaven, que emplea aceleradores de partículas para simular la radiación espacial. La instalación estudia sus efectos en organismos vivos, así como experimenta con técnicas de blindaje. Inicialmente, había alguna evidencia de que este tipo de radiación crónica de bajo nivel no era tan peligrosa como se pensaba; y que ocurría la hormesis por radiación. Sin embargo, los resultados de un estudio de 2006 indicaron que los protones de la radiación cósmica pueden causar el doble de daño grave al ADN de lo que se estimaba anteriormente, exponiendo a los astronautas a un mayor riesgo de cáncer y otras enfermedades. Como resultado de la mayor radiación en el entorno marciano, el informe resumido del Comité de Revisión de los Planes de Vuelo Espacial Humano de EE. UU. publicado en 2009 informó que "Marte no es un lugar fácil de visitar con la tecnología existente y sin una inversión sustancial de recursos". La NASA está explorando una variedad de técnicas y tecnologías alternativas, como escudos deflectores de plasma, para proteger a los astronautas y las naves espaciales de la radiación.

#### Efectos psicológicos
Debido a los retrasos en la comunicación, se necesitan desarrollar nuevos protocolos para evaluar la salud psicológica de los miembros de la tripulación. Los investigadores han desarrollado una simulación marciana llamada HI-SEAS (Simulación y Análogo de Exploración Espacial de Hawái) que coloca a científicos en un laboratorio marciano simulado para estudiar los efectos psicológicos del aislamiento, las tareas repetitivas y la convivencia en espacios reducidos con otros científicos durante hasta un año. Se están desarrollando programas informáticos para asistir a las tripulaciones con problemas personales e interpersonales en ausencia de comunicación directa con profesionales en la Tierra.

### Terraformación

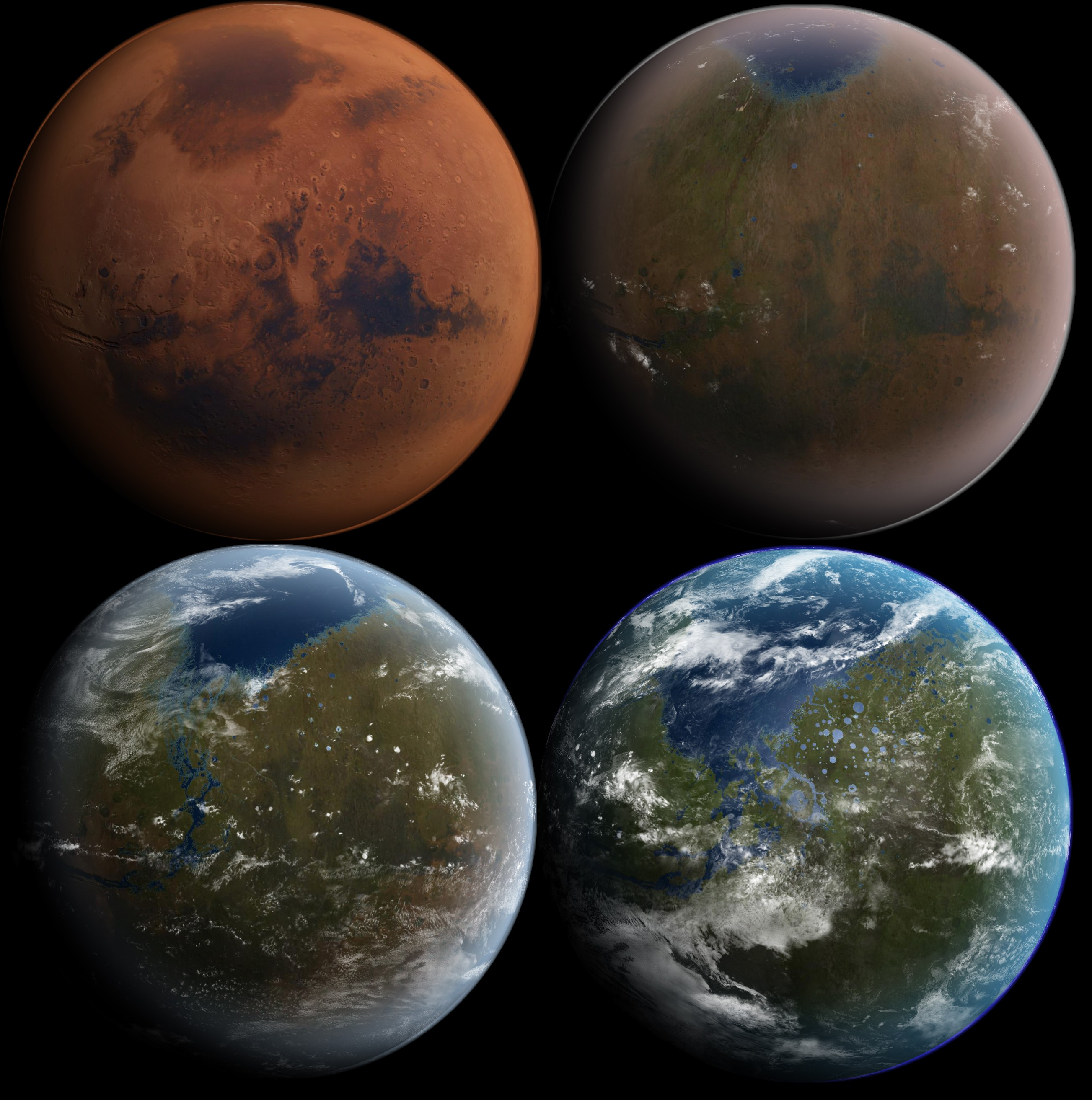
Concepción artística del proceso de terraformación de Marte, como se discute en algunas obras de ciencia ficción

La terraformación de Marte es el conjunto hipotético de proyectos de ingeniería planetaria que modificarían Marte para permitir que la vida terrestre sobreviva sin protección o mediación. Se han presentado propuestas para la terraformación de Marte, pero existe un debate considerable sobre su viabilidad y las cuestiones éticas asociadas con la terraformación.

### Tamaño mínimo de una colonia
No existe consenso sobre el tamaño mínimo viable de una colonia necesario para evitar la endogamia. Mediante el modelado matemático del tiempo dedicado por las personas al trabajo en una colonia, Jean-Marc Salotti concluyó que el número mínimo para una colonia en Marte es 110. Esto está cerca de otros estudios sobre los problemas genéticos involucrados en el viaje más largo a Próxima Centauri b (más de 6,000 años). Otros estudios, enfocados en el asentamiento interestelar, han concluido que las poblaciones viables mínimas o un número deseable de colonos varían desde 198 hasta 10,000.
Para ser autosostenible, una colonia tendría que ser lo suficientemente grande como para proporcionar todos los servicios de vida necesarios. Estos incluyen:
- Gestión del ecosistema: producir gases apropiados, controlar la composición, presión y temperatura del aire, recolectar y producir agua, cultivar alimentos y procesar desechos orgánicos.
- Producción de energía: esto incluye la extracción de metano para vehículos y, si se usan celdas fotovoltaicas para producir energía, incluiría la extracción y procesamiento de silicatos, para aumentar o reemplazar cualquier equipo original.
- Industria: extracción y procesamiento de minerales adecuados, fabricación de herramientas y otros objetos; producción de ropa, medicinas, vidrio, cerámicas y plásticos.
- Construcción: incluso si la base se construye antes de la llegada, necesitará adaptaciones frecuentes según la evolución del asentamiento, así como reemplazos inevitables.
- Actividades sociales: esto incluye criar y educar a los niños, atención médica, preparar comidas, limpiar, lavar, organizar el trabajo y tomar decisiones. El tiempo para deportes, cultura y entretenimiento puede minimizarse, pero no eliminarse.

## Transporte

### Vuelo espacial interplanetario

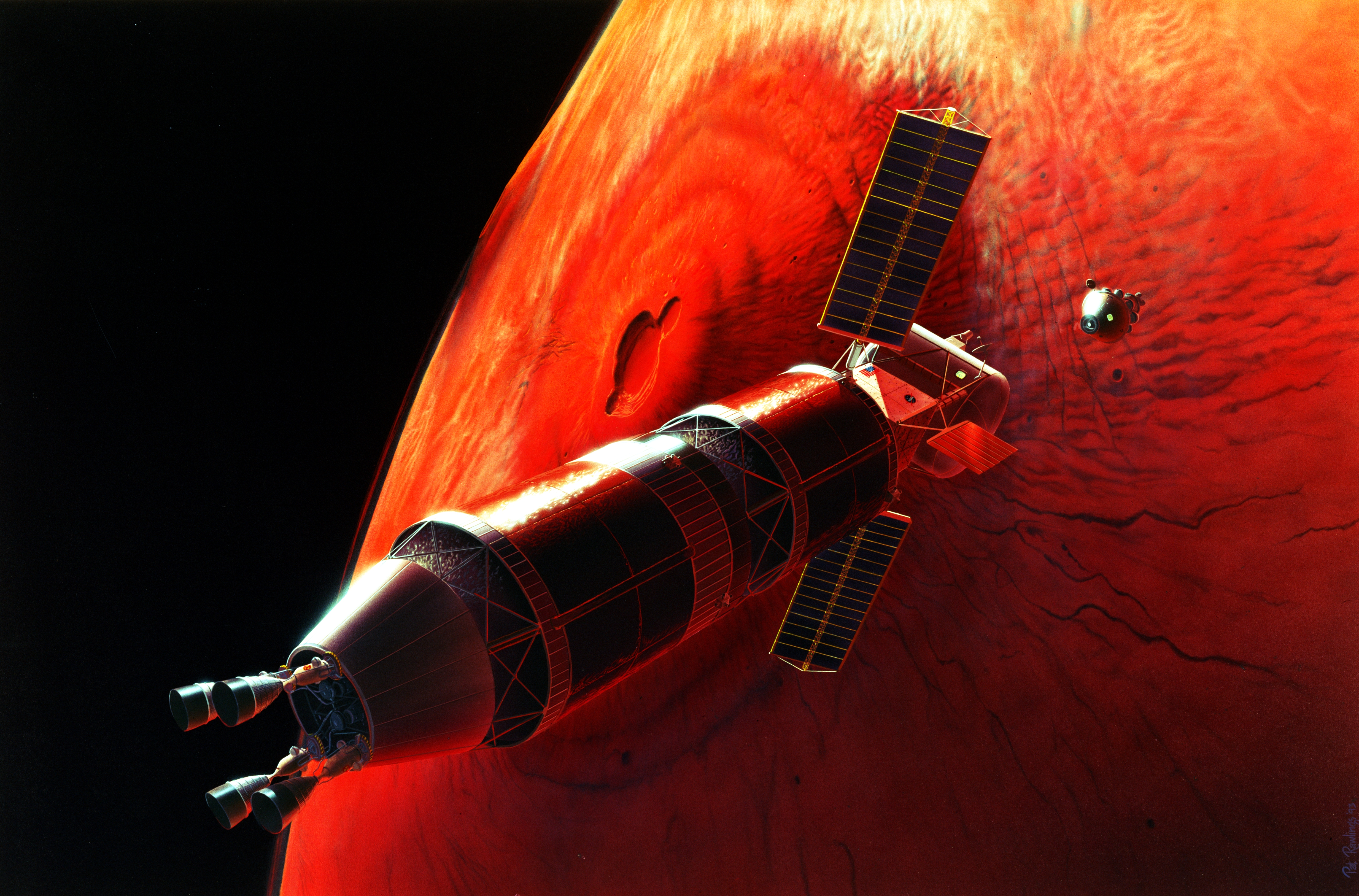
Encuentro, una etapa interplanetaria y una etapa de aterrizaje se unen sobre Marte (concepción artística)

Marte requiere menos energía por unidad de masa (Delta-v) para llegar desde la Tierra que cualquier otro planeta, excepto Venus. Usando una órbita de transferencia de Hohmann, un viaje a Marte requiere aproximadamente nueve meses en el espacio. Trayectorias de transferencia modificadas que reducen el tiempo de viaje a entre cuatro y siete meses en el espacio son posibles con cantidades incrementales mayores de energía y combustible en comparación con una órbita de transferencia de Hohmann, y son de uso estándar para misiones robóticas a Marte. Reducir el tiempo de viaje por debajo de aproximadamente seis meses requiere un mayor Delta-v y una cantidad creciente de combustible, y es difícil con cohetes químicos. Podría ser factible con tecnologías avanzadas de propulsión de naves espaciales, algunas de las cuales ya han sido probadas en diversos niveles, como el Cohete de Magnetoplasma de Impulso Específico Variable, y cohetes nucleares. En el primer caso, un tiempo de viaje de cuarenta días podría ser alcanzable, y en el segundo, un tiempo de viaje de aproximadamente dos semanas. En 2016, un científico de la Universidad de California, Santa Bárbara, dijo que podrían reducir aún más el tiempo de viaje para una pequeña sonda robótica a Marte a "tan solo 72 horas" con el uso de un sistema de vela propulsada por láser (propulsión fotónica dirigida) en lugar de un sistema de propulsión basado en combustible.
Durante el viaje, los astronautas estarían sujetos a radiación, lo que requeriría medios para protegerlos. La radiación cósmica y el viento solar causan daño al ADN, lo que aumenta significativamente el riesgo de cáncer. El efecto del viaje a largo plazo en el espacio interplanetario es desconocido, pero los científicos estiman un riesgo adicional de entre el 1% y el 19% (una estimación es del 3.4%) para que los hombres mueran de cáncer debido a la radiación durante el viaje a Marte y de regreso a la Tierra. Para las mujeres, la probabilidad es mayor debido a tejidos glandulares generalmente más grandes.

### Aterrizaje en Marte

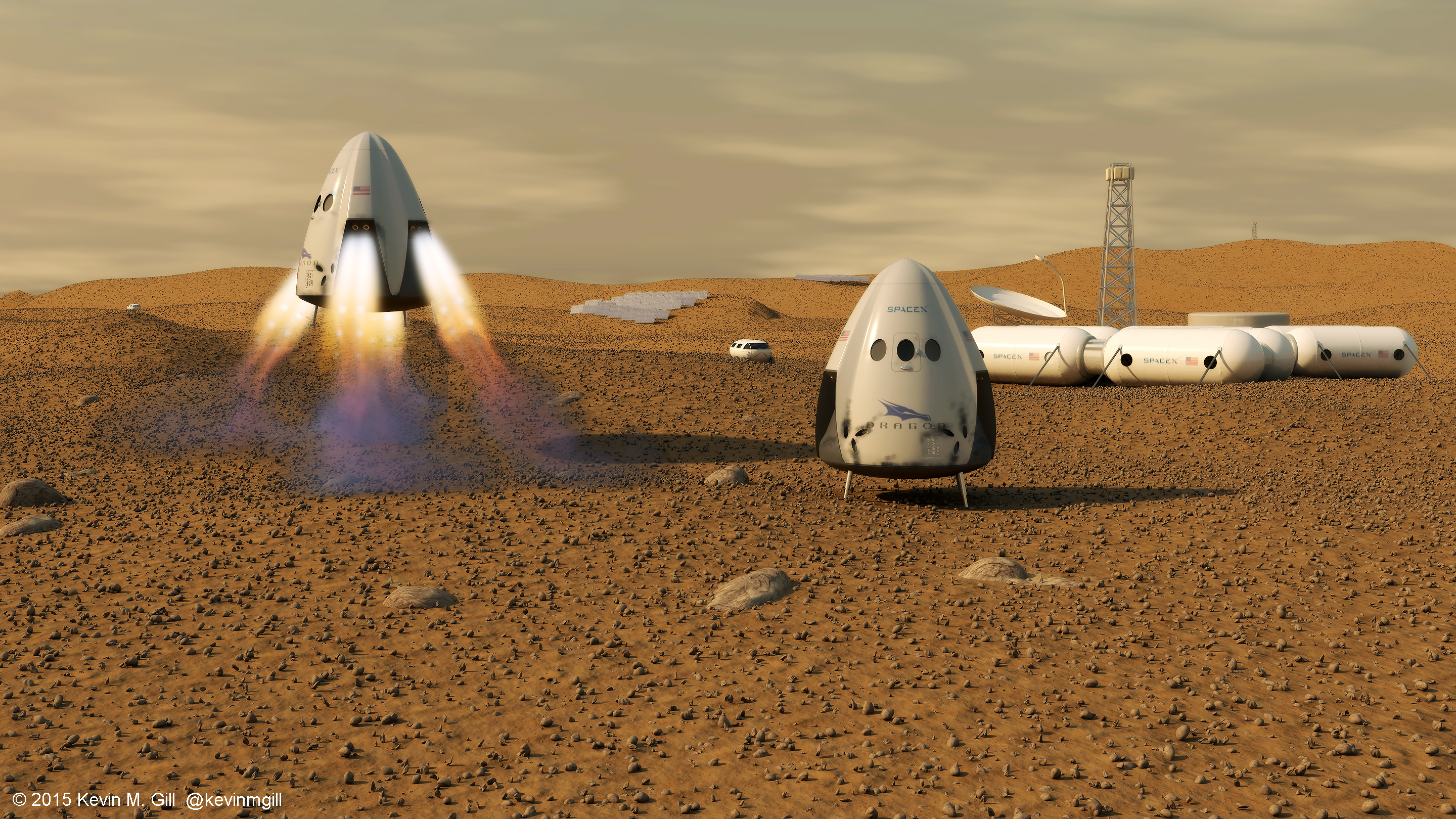
Concepción artística de dos cápsulas Red Dragon en Marte, junto a un puesto avanzado

Marte tiene una gravedad superficial 0.38 veces la de la Tierra, y la densidad de su atmósfera es aproximadamente el 0.6% de la de la Tierra. La gravedad relativamente fuerte y la presencia de efectos aerodinámicos hacen que sea difícil aterrizar naves espaciales pesadas y tripuladas solo con propulsores, como se hizo con los aterrizajes en la Luna del Apolo, sin embargo, la atmósfera es demasiado delgada para que los efectos aerodinámicos sean de mucha ayuda en el aerofrenado y el aterrizaje de un vehículo grande. Las misiones pilotadas de aterrizaje en Marte requerirían sistemas de frenado y aterrizaje diferentes de cualquier cosa utilizada para aterrizar naves espaciales tripuladas en la Luna o misiones robóticas en Marte.
Si se asume que el material de construcción de nanotubos de carbono estará disponible con una resistencia de 130 GPa (19,000,000 psi), entonces se podría construir un ascensor espacial para desembarcar personas y material en Marte. También se ha propuesto un ascensor espacial en Fobos (una luna marciana).

#### Fobos como ascensor espacial para Marte
Fobos está orbitando sincrónicamente a Marte, donde la misma cara permanece frente al planeta a ~6,028 km sobre la superficie marciana. Un ascensor espacial podría extenderse hacia abajo desde Fobos hasta Marte a 6,000 km, aproximadamente 28 kilómetros desde la superficie, y justo fuera de la atmósfera de Marte. Un cable de ascensor espacial similar podría extenderse hacia afuera 6,000 km en la dirección opuesta, lo que contrabalancearía a Fobos. En total, el ascensor espacial se extendería más de 12,000 km, lo que estaría por debajo de la órbita areoestacionaria de Marte (17,032 km). Todavía sería necesario un lanzamiento de cohete para llevar el cohete y la carga al inicio del ascensor espacial, 28 km por encima de la superficie. La superficie de Marte rota a 0.25 km/s en el ecuador y la parte inferior del ascensor espacial rotaría alrededor de Marte a 0.77 km/s, por lo que solo se necesitarían 0.52 km/s de Delta-v para llegar al ascensor espacial. Fobos orbita a 2.15 km/s y la parte más externa del ascensor espacial rotaría alrededor de Marte a 3.52 km/s.

## Equipo necesario para la colonización

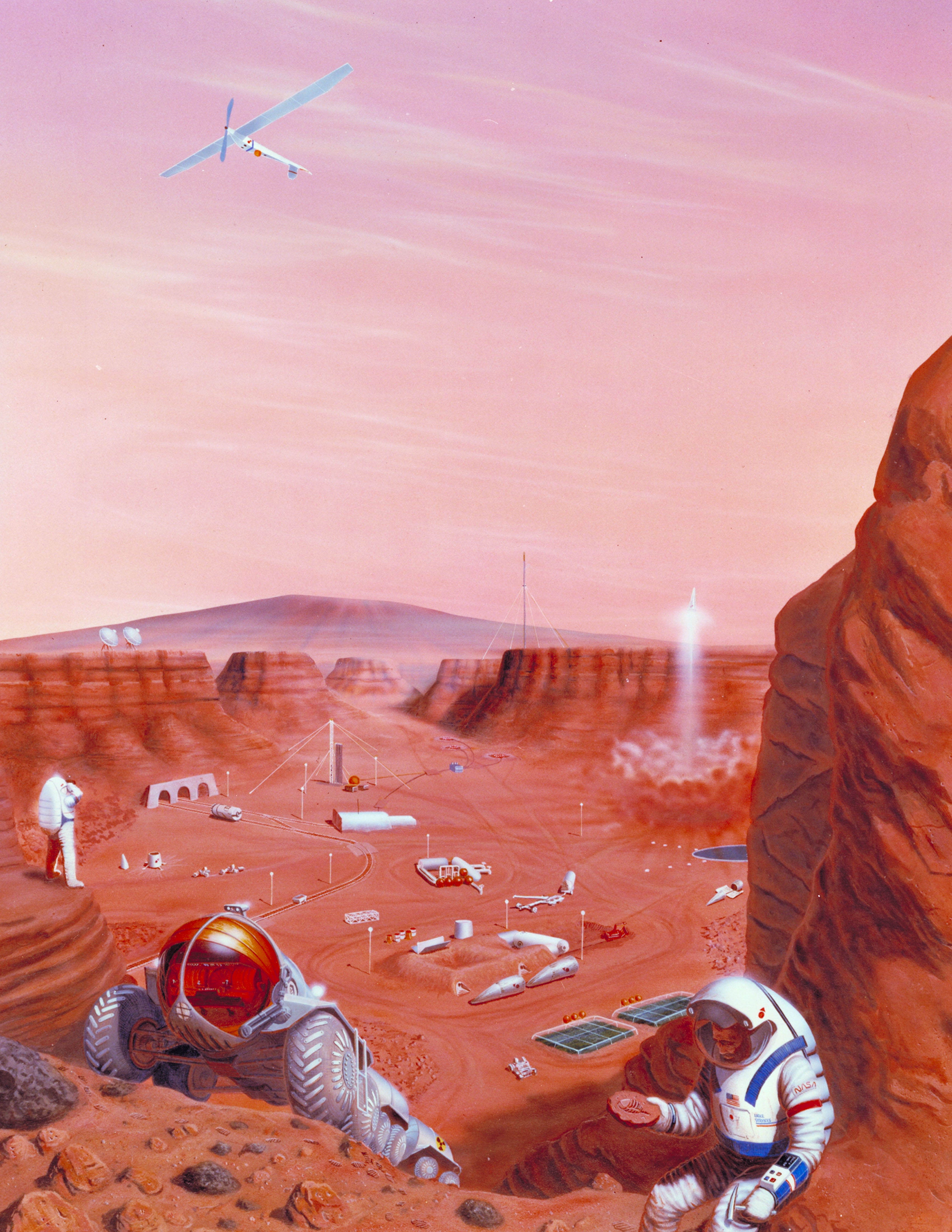
Varias tecnologías y dispositivos para Marte se muestran en la ilustración conceptual de una base en Marte.

La colonización de Marte requeriría una amplia variedad de equipos—tanto equipos para proporcionar servicios directamente a los humanos como equipos de producción utilizados para producir alimentos, propelente, agua, energía y oxígeno respirable—para apoyar los esfuerzos de colonización humana. El equipo requerido incluirá:
- Utilidades básicas (oxígeno, energía, comunicaciones locales, eliminación de desechos, saneamiento y reciclaje de agua)
- Hábitats
- Instalaciones de almacenamiento
- Espacios de trabajo
- Esclusa de aire, para presurización y manejo de polvo
- Equipo de extracción de recursos—inicialmente para agua y oxígeno, más tarde para una sección transversal más amplia de minerales, materiales de construcción, etc.
- Equipo para producción de energía y almacenamiento de energía, algunos solares y posiblemente nucleares también

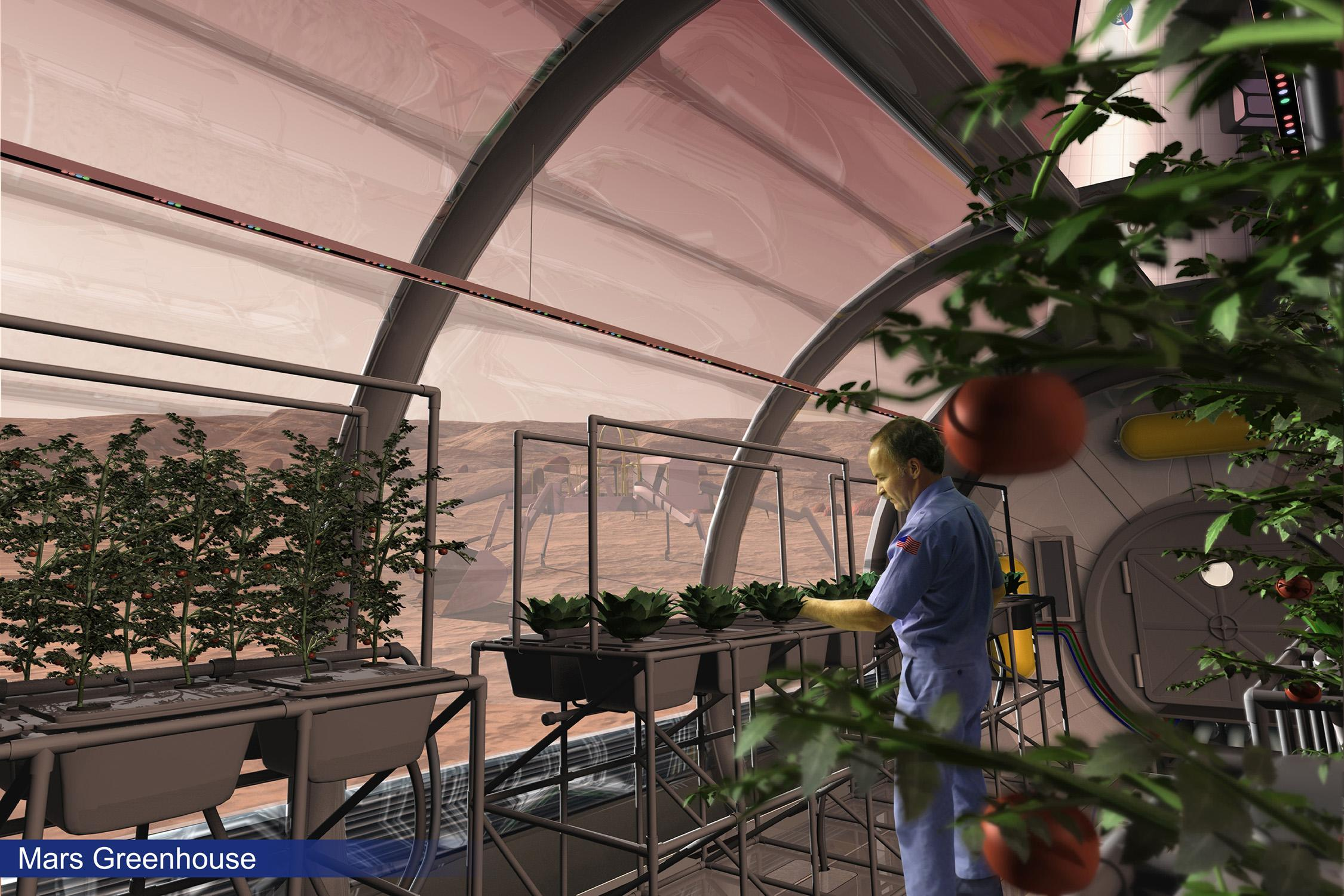
Los invernaderos de Marte aparecen en muchos diseños de colonización, especialmente para la producción de alimentos y otros fines.

- Espacios y equipos de producción de alimentos en el espacio
- Equipo de producción de propelente, generalmente considerado hidrógeno y metano a través de la reacción de Sabatier para combustible—con oxígeno oxidante—para motores de cohetes químicos
- Combustibles u otra fuente de energía para uso con transporte superficial; como metanol o motores de monóxido de carbono/oxígeno (CO/O2) han sido sugeridos para uso en transporte superficial temprano, ya que tanto el monóxido de carbono como el oxígeno pueden producirse directamente por electrólisis de dióxido de zirconio desde la atmósfera marciana sin requerir el uso de los recursos de agua marcianos para obtener hidrógeno
- Equipo de comunicación fuera del planeta
- Equipo para moverse sobre la superficie—traje de Marte, rovers tripulados y posiblemente aeronaves de Marte.

### Utilidades básicas
Para funcionar, la colonia necesitaría las utilidades básicas para sostener la civilización humana. Estas necesitarían ser diseñadas para manejar el duro entorno marciano y tendrían que ser mantenidas mientras se usa un traje de actividad extravehicular (EVA) o estar alojadas dentro de un entorno habitable para humanos. Por ejemplo, si los sistemas de generación de electricidad dependen de la energía solar, también se necesitarán grandes instalaciones de almacenamiento de energía para cubrir los períodos en que las tormentas de polvo bloquean el sol, y podrían necesitarse sistemas automáticos de eliminación de polvo para evitar la exposición humana a las condiciones en la superficie. Si la colonia debe escalar más allá de unas pocas personas, los sistemas también necesitarán maximizar el uso de recursos locales para reducir la necesidad de reabastecimiento desde la Tierra, por ejemplo, reciclando agua y oxígeno y adaptándose para usar cualquier agua encontrada en Marte, en cualquier forma que esté.

### Comunicación con la Tierra
Las comunicaciones con la Tierra son relativamente sencillas durante la mitad del sol cuando la Tierra está sobre el horizonte marciano. La NASA y la ESA incluyeron equipos de retransmisión de comunicaciones en varios de los orbitadores de Marte, por lo que Marte ya tiene satélites de comunicaciones. Aunque estos tarde o temprano se desgastarán, es probable que se lancen orbitadores adicionales con capacidad de retransmisión de comunicaciones antes de que se monten expediciones de colonización.
El retraso en la comunicación de ida debido a la velocidad de la luz varía desde aproximadamente 3 minutos en la aproximación más cercana (aproximada por el perihelio de Marte menos el afelio de la Tierra) hasta 22 minutos en la conjunción superior más grande posible (aproximada por el afelio de Marte más el afelio de la Tierra). La comunicación en tiempo real, como conversaciones telefónicas o Internet Relay Chat, entre la Tierra y Marte sería altamente impracticable debido a los largos retrasos involucrados. La NASA ha encontrado que la comunicación directa puede estar bloqueada durante aproximadamente dos semanas cada período sinódico, alrededor del momento de la conjunción superior cuando el Sol está directamente entre Marte y la Tierra, aunque la duración real del apagón de comunicaciones varía de misión en misión dependiendo de varios factores—como la cantidad de margen de enlace diseñado en el sistema de comunicaciones, y la tasa de datos mínima que es aceptable desde la perspectiva de la misión. En realidad, la mayoría de las misiones en Marte han tenido períodos de apagón de comunicaciones del orden de un mes.
Un satélite en el punto L4 o L5 Tierra-Sol podría servir como un relé durante este período para resolver el problema; incluso una constelación de satélites de comunicaciones sería un gasto menor en el contexto de un programa completo de colonización. Sin embargo, el tamaño y la potencia del equipo necesario para estas distancias hacen que las ubicaciones L4 y L5 sean poco realistas para estaciones de relé, y la estabilidad inherente de estas regiones, aunque beneficiosa en términos de mantenimiento de la estación, también atrae polvo y asteroides, lo que podría representar un riesgo. A pesar de esa preocupación, las sondas STEREO pasaron por las regiones L4 y L5 sin daños a finales de 2009.
Trabajos recientes del Laboratorio de Conceptos Espaciales Avanzados de la Universidad de Strathclyde, en colaboración con la Agencia Espacial Europea, han sugerido una arquitectura de relé alternativa basada en órbitas altamente no keplerianas. Estas son un tipo especial de órbita producida cuando la propulsión de bajo empuje continuo, como la producida por un motor iónico o una vela solar, modifica la trayectoria natural de una nave espacial. Tal órbita permitiría comunicaciones continuas durante la conjunción solar al permitir que una nave espacial de relé "flote" sobre Marte, fuera del plano orbital de los dos planetas. Tal relé evita los problemas de los satélites estacionados en L4 o L5 al estar significativamente más cerca de la superficie de Marte mientras mantiene una comunicación continua entre los dos planetas.

## Precursores robóticos

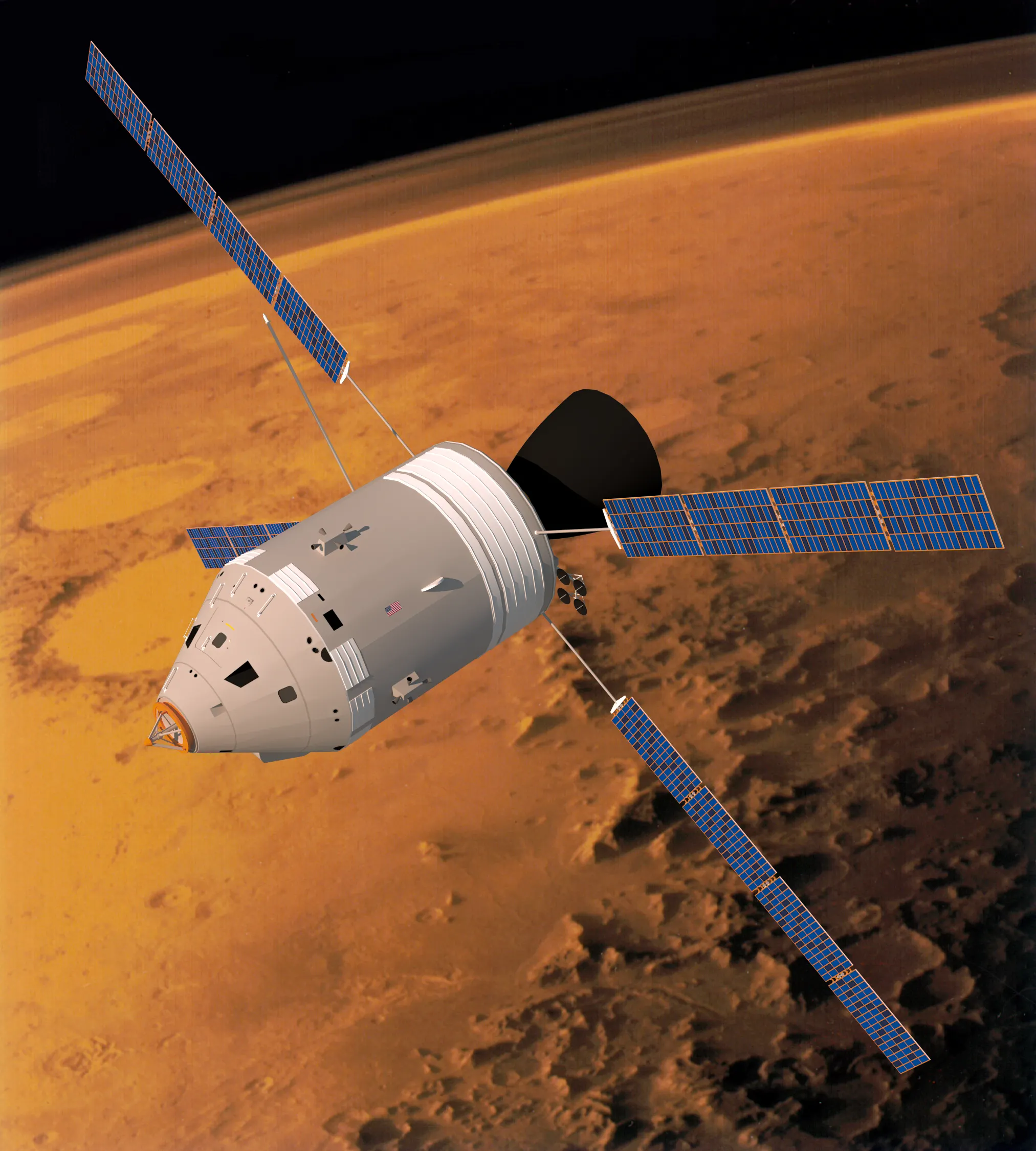
Módulo de comando orbital de Marte; módulo tripulado para controlar robots y aeronaves de Marte sin la latencia de controlarlos desde la Tierra

El camino hacia una colonia humana podría ser preparado por sistemas robóticos como los rovers de exploración de Marte Spirit, Opportunity, Curiosity y Perseverance. Estos sistemas podrían ayudar a localizar recursos, como agua subterránea o hielo, que ayudarían a una colonia a crecer y prosperar. La vida útil de estos sistemas sería de años e incluso décadas, y como han mostrado los desarrollos recientes en vuelo espacial privado, es posible que estos sistemas involucren propiedad privada además de gubernamental. Estos sistemas robóticos también tienen un costo reducido en comparación con las operaciones tripuladas tempranas, y tienen menos riesgo político.
Los sistemas cableados podrían sentar las bases para aterrizajes y bases tripuladas tempranas, produciendo diversos consumibles, incluyendo combustible, oxidantes, agua y materiales de construcción. Establecer energía, comunicaciones, refugio, calefacción y fundamentos de fabricación puede comenzar con sistemas robóticos, si solo como preludio a operaciones tripuladas.
El Mars Surveyor 2001 Lander MIP (Precursor de Producción de Propelente In Situ de Marte) debía demostrar la fabricación de oxígeno desde la atmósfera de Marte, y probar tecnologías de celdas solares y métodos para mitigar el efecto del polvo marciano en los sistemas de energía.
Antes de que cualquier persona sea transportada a Marte en la infraestructura de transporte a Marte prevista por SpaceX para la década de 2020, se llevarían a cabo varias misiones robóticas de carga para transportar el equipo, hábitats y suministros necesarios. El equipo necesario incluiría "máquinas para producir fertilizantes, metano y oxígeno a partir del nitrógeno y dióxido de carbono atmosférico de Marte y el hielo de agua subterráneo del planeta", así como materiales de construcción para construir domos transparentes para áreas agrícolas iniciales.

## Etapas
En la literatura se ha diferenciado entre las diferentes etapas que abarcaría el asentamiento en Marte:
1. Pre-asentamiento: pequeño puesto avanzado (futuro cercano)
2. En-asentamiento: asentamiento permanente (futuro a medio plazo)
3. Post-asentamiento: sociedad autosuficiente (futuro a largo plazo)[99]

## Economía

### Impulsores económicos y prerrequisitos
El auge de los vehículos de lanzamiento reutilizables en la década de 2020 ha reducido sustancialmente el costo de acceso al espacio. Con un precio publicado de US$62 millones por lanzamiento de hasta 22 800 kg (50 265,4 lb) de carga útil a órbita terrestre baja o 4020 kg (8862,6 lb) a Marte, los cohetes SpaceX Falcon 9 ya son los "más baratos de la industria". La reutilización de SpaceX incluye el Falcon Heavy y futuros vehículos de lanzamiento basados en metano, incluyendo la Starship. SpaceX tuvo éxito en el desarrollo de la tecnología reutilizable con Falcon 9 y Falcon Heavy y, a abril de 2024, estaba avanzando rápidamente hacia la reutilización de Starship. Se espera que esto "tenga un impacto importante en el costo de acceso al espacio", y cambie el mercado cada vez más competitivo en servicios de lanzamiento espacial.
Enfoques de financiación alternativos podrían incluir la creación de concursos de premios por incentivo. Por ejemplo, la Comisión del Presidente sobre la Implementación de la Política de Exploración Espacial de los Estados Unidos de 2004 sugirió que se debería establecer un concurso de premios por incentivo, tal vez por el gobierno, para el logro de la colonización espacial. Un ejemplo proporcionado fue ofrecer un premio a la primera organización que coloque humanos en la Luna y los mantenga durante un período fijo antes de que regresen a la Tierra.

### Extracción de recursos locales y comercio con la Tierra
No se han recolectado evidencias de recursos abundantes en Marte con valor para la Tierra. La distancia entre Marte y la Tierra presentaría un desafío considerable para el comercio potencial entre los planetas.

### Comercio local

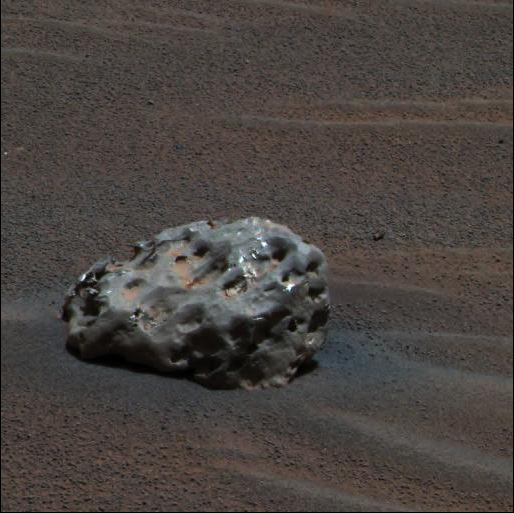
Meteorito de hierro-níquel encontrado en la superficie de Marte (Roca del Escudo Térmico).

Algunas colonias tempranas en Marte podrían especializarse en desarrollar recursos locales para el consumo marciano, como agua o hielo. Los recursos locales también pueden usarse en la construcción de infraestructura. Una fuente de mineral marciano actualmente conocida como disponible es el hierro metálico en forma de meteoritos de níquel-hierro. El hierro en esta forma es más fácil de extraer que de los óxidos de hierro que cubren el planeta.
Otro bien de comercio inter-marciano durante la colonización podría ser el estiércol, ya que el suelo será muy pobre para el cultivo de plantas.
La energía solar es un candidato para la energía de una colonia marciana. La insolación solar (la cantidad de radiación solar que llega a Marte) es aproximadamente el 42% de la de la Tierra, ya que Marte está aproximadamente un 52% más lejos del Sol y la insolación disminuye con el cuadrado de la distancia. Sin embargo, la delgada atmósfera de Marte permitiría que casi toda esa energía llegue a la superficie en comparación con la Tierra, donde la atmósfera absorbe aproximadamente una cuarta parte de la radiación solar. La luz solar en la superficie de Marte sería muy similar a un día moderadamente nublado en la Tierra.

#### Minería de los cinturones de asteroides desde Marte
Dado que Marte está mucho más cerca del cinturón de asteroides que la Tierra, requeriría menos Delta-v llegar al cinturón de asteroides y regresar con minerales a Marte. Una hipótesis es que las lunas de Marte (Fobos y Deimos) son en realidad asteroides capturados del cinturón de asteroides.
16 Psique en el cinturón principal podría tener minerales valorados en más de 10,000 cuatrillones de dólares. El 13 de octubre de 2023, la NASA lanzó el orbitador Psyche, que está programado para llegar al asteroide en agosto de 2029.
511 Davida podría tener minerales y recursos valorados en $27 cuatrillones. Usar la luna Fobos para lanzar naves espaciales es energéticamente favorable y una ubicación útil desde la cual despachar misiones a asteroides del cinturón principal.
La minería del cinturón de asteroides desde Marte y sus lunas podría ayudar en la colonización de Marte.

## Ubicaciones posibles para asentamientos
Marte puede dividirse en varias áreas bien diferenciadas según el tipo de colonización posible por realizar:

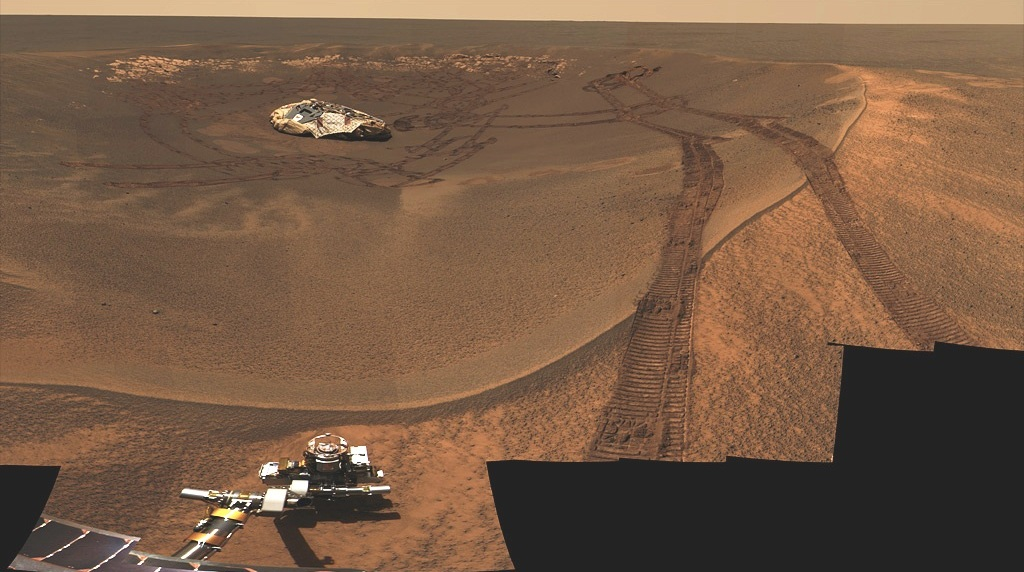
Zona explorada por el Opportunity, a una latitud media

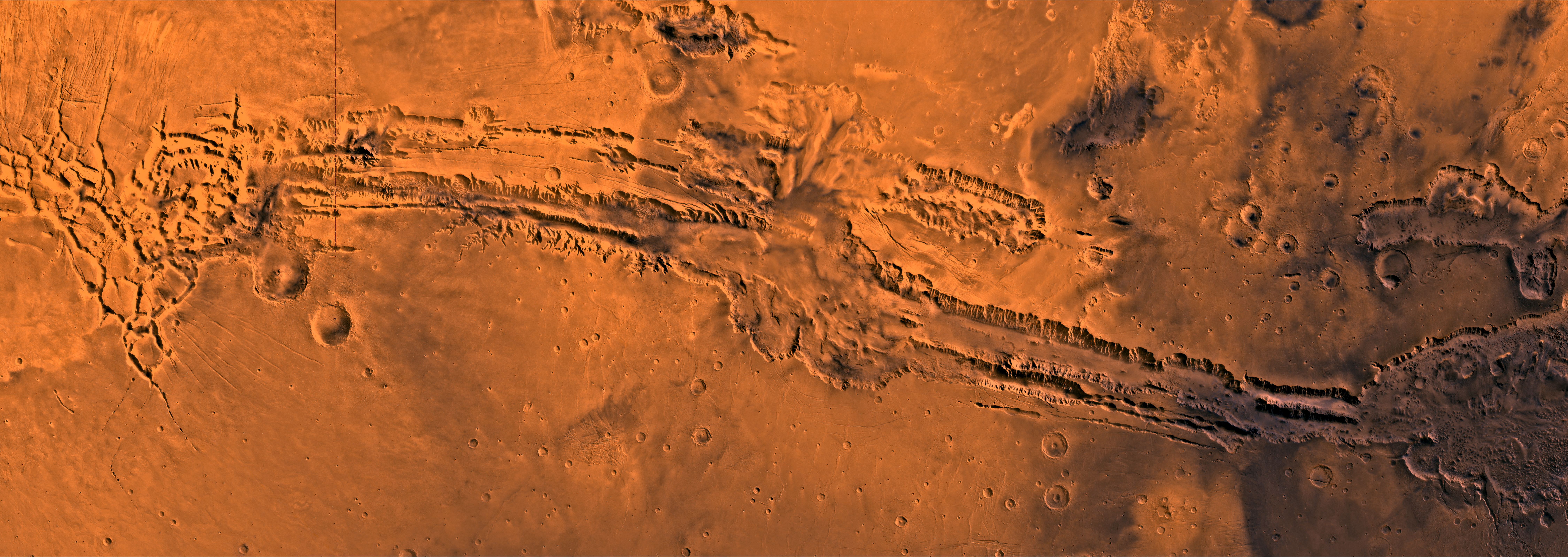
Valles Marineris

La sonda Mars Odyssey encontró la mayor concentración de agua en el polo norte, pero mostró que en latitudes menores el agua también existía, por lo que restó importancia a los polos como lugar de la órbita de la tierra.

### Regiones polares
Los polos marcianos atrajeron gran interés como lugares de asentamientos debido a que las variaciones estacionales de tamaño habían sido observadas durante muchos años desde la Tierra. Al igual que la Tierra, Marte posee un sol de medianoche durante el verano local, y una noche polar durante el correspondiente invierno. Esto se debe a la similar inclinación del eje de rotación respecto al plano de la eclíptica.

### Latitudes medias
La exploración de la superficie está aún en marcha. Los dos rovers marcianos, Spirit y Opportunity, han encontrado muy diversos tipos de suelo y rocas. Esto sugiere que el terreno marciano es muy variado, y que el lugar de un asentamiento no debería elegirse hasta tener más información.

### Ecuador
La mayor posibilidad de albergar colonias humanas permanentes en el mundo se encuentra en el ecuador, donde se experimentan las menores variaciones estacionales.

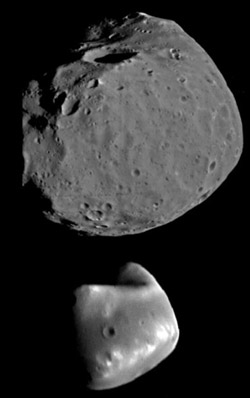
Fobos y Deimos, lunas de Marte.

### Valles Marineris
Valles Marineris es el "Gran Cañón" de Marte, aunque a una escala mucho mayor: unos 3.000 km de largo, y una media de 8 km de profundidad. La presión atmosférica en el fondo es un 25% mayor que la media, 0,9 kPa contra 0,7 kPa. Dado que su dirección es mayormente este-oeste, sus altos muros no deberían interferir mucho con la llegada de luz al fondo del mismo. En el fondo hay evidencia de que una vez fluyó un río por él; los muros al aire del cañón pudieran ofrecer una auténtica ventana hacia la historia geológica de Marte, de la misma forma que el Gran Cañón lo es en la Tierra.

### Lunas marcianas
Aunque no son realmente parte de Marte, las lunas, Fobos y Deimos, son ciertamente atractivas. La delta-v para un retorno a la Tierra desde ellas es baja, y pudiera encontrarse en ellas combustible para cohetes, como hielo de agua. En ese caso, podrían actuar como puestos de abastecimiento para los vehículos que volvieran a la Tierra, y podría ser económicamente viable devolver ciertos materiales al espacio orbital entre las lunas, para otros viajes. Esto ayudaría a la colonización de la superficie.

### Polos
Se ha propuesto establecer una primera base en un polo marciano, lo que permitiría el acceso al agua.

### Cuevas
Las cuevas proporcionarían naturalmente un grado de aislamiento contra los peligros marcianos para los humanos en el planeta. Estos peligros incluyen la radiación, los eventos de impacto y el amplio rango de temperaturas en la superficie.
Mars Odyssey encontró lo que parecen ser cuevas naturales cerca del volcán Arsia Mons. Se ha especulado que los colonos podrían beneficiarse del refugio que estas u otras estructuras similares podrían proporcionar contra la radiación y los micrometeoroides. También se sospecha de energía geotérmica en las regiones ecuatoriales.
Un equipo de investigadores que presentó en Geological Society of America Connects 2022 identificó unas 139 cuevas dignas de explorar como refugios potenciales. Cada una estaba dentro de 60 millas (100 km) de una ubicación ideal para usar como sitio de aterrizaje y había sido fotografiada en alta resolución por HiRISE.

### Tubos de lava

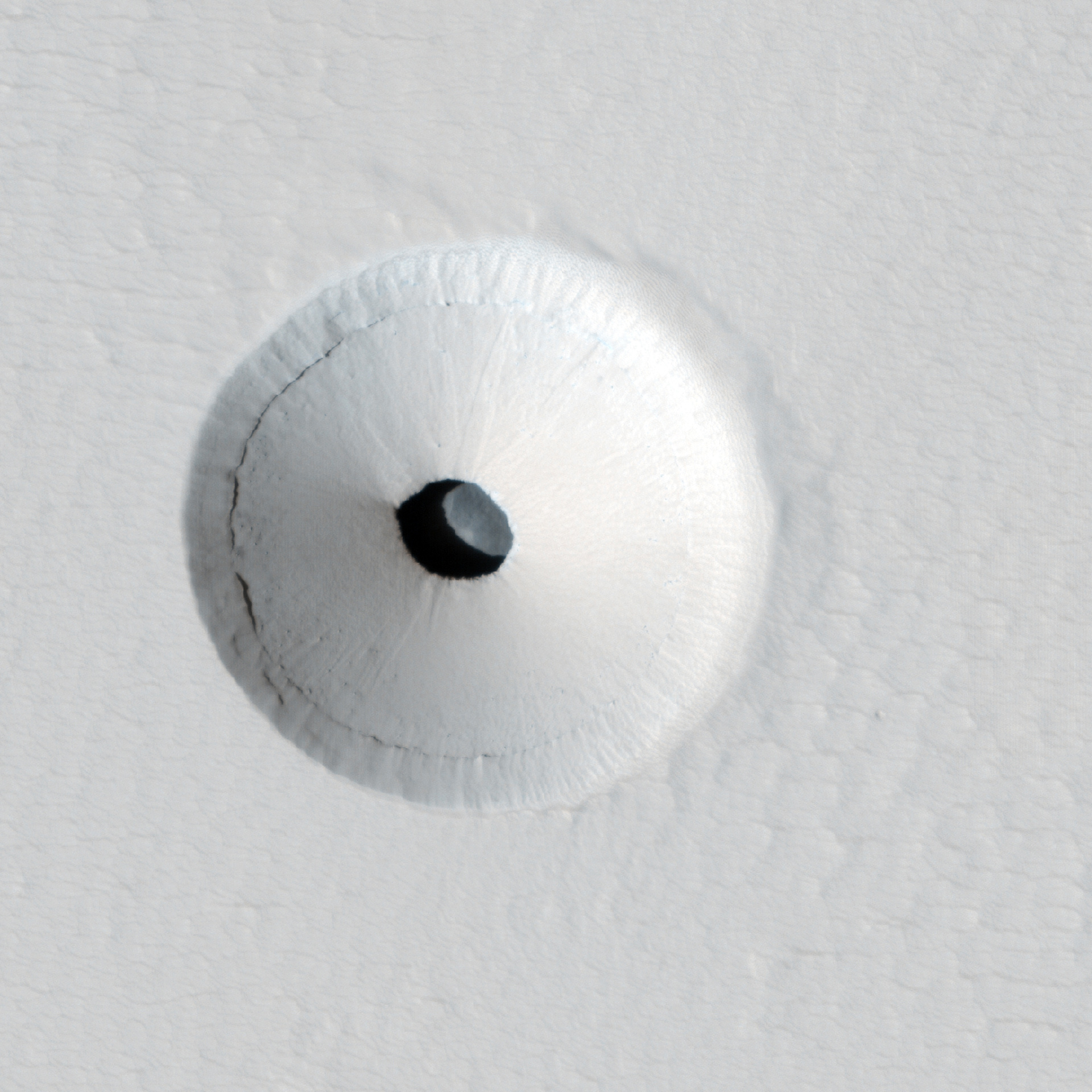
Versión recortada de una imagen de HiRISE de una entrada de tragaluz de un tubo de lava en el volcán marciano Pavonis Mons.

Varios posibles tragaluces de tubos de lava marcianos han sido localizados en los flancos de Arsia Mons. Ejemplos basados en la Tierra indican que algunos deberían tener pasajes largos que ofrecen protección completa contra la radiación y son relativamente fáciles de sellar usando materiales locales, especialmente en subsecciones pequeñas.

### Hellas Planitia
Hellas Planitia es la llanura más baja por debajo del datum geodésico marciano. La presión atmosférica es relativamente más alta en este lugar en comparación con el resto de Marte.

## Impacto de la presencia humana
Ha habido una controversia sobre cómo la presencia humana en Marte se relacionaría con una posible vida indígena en Marte. Más fundamentalmente, incluso la comprensión misma de la vida humana y en relación con la vida extraterrestre, y sus diferentes valores, han sido discutidos.

### Protección planetaria
Las naves espaciales robóticas a Marte deben ser esterilizadas, teniendo como máximo 300,000 esporas en el exterior de la nave—y más completamente esterilizadas si contactan "regiones especiales" que contienen agua, de lo contrario, existe el riesgo de contaminar no solo los experimentos de detección de vida, sino posiblemente el planeta mismo.
Es imposible esterilizar misiones humanas a este nivel, ya que los humanos albergan típicamente cien billones de microorganismos de miles de especies del microbiota humano, y estos no pueden eliminarse mientras se preserva la vida del humano. La contención parece ser la única opción, pero es un gran desafío en caso de un aterrizaje forzoso (es decir, choque). Se han realizado varios talleres planetarios sobre este tema, pero aún no hay directrices finales para avanzar. Los exploradores humanos también serían vulnerables a la contaminación de retorno a la Tierra si se convierten en portadores de microorganismos en caso de que Marte tenga vida.

## Contexto político y legal
En el Tratado del Espacio Exterior de las Naciones Unidas de 1967, se determinó que ningún país puede reclamar el espacio o sus habitantes. Muchos artículos del Tratado del Espacio Exterior impiden la colonización legal del espacio exterior.
La NASA ha tenido que enfrentar varios recortes en su financiación. Durante la presidencia de Barack Obama, el objetivo de la NASA de llegar a Marte fue relegado a un segundo plano. En 2017, el presidente Donald Trump prometió devolver humanos a la Luna y en algún momento a Marte, y aumentó el presupuesto de la NASA en $1.1 mil millones, principalmente para enfocarse en el desarrollo del nuevo Sistema de Lanzamiento Espacial.
No se puede prever cómo el primer aterrizaje humano en Marte cambiará las políticas actuales respecto a la exploración del espacio y la ocupación de cuerpos celestes. Dado que el planeta Marte ofrece un entorno desafiante y obstáculos peligrosos para que los humanos los superen, las leyes y la cultura en el planeta probablemente serán diferentes de las de la Tierra. Con Elon Musk anunciando sus planes para viajar a Marte, es incierto cómo la dinámica de una empresa privada posiblemente siendo la primera en poner un humano en Marte se desarrollará a escala nacional y global.

## Ética
Se ha argumentado que colonizar Marte podría desviar la atención de resolver problemas en la Tierra que también podrían convertirse en problemas en Marte, con el razonamiento de que los planes sobre Marte siempre están relacionados con los planes que tenemos para la Tierra. Jeff Bezos, fundador de Blue Origin, competidor de SpaceX en vuelos espaciales privados, ha rechazado la colonización de Marte como un simple "Plan B", sugiriendo en cambio preservar la Tierra mediante el desarrollo espacial y trasladar toda la actividad industrial pesada al espacio.
Se ha señalado que el impacto del asentamiento humano en Marte, en relación con la protección planetaria, un tema crucial en la exploración espacial, no ha sido abordado de manera exhaustiva.
Se ha argumentado que existen consecuencias físicas y sociales que deben abordarse con respecto a la supervivencia a largo plazo en la superficie de Marte. El expresidente Barack Obama ha caracterizado a Marte como más inhóspito que la Tierra sería "incluso después de una guerra nuclear", con otros señalando que la Tierra y los refugios subterráneos en la Tierra aún podrían proporcionar mejores condiciones y protección para más personas en escenarios apocalípticos. La colonización de Marte ha sido calificada como una "ilusión peligrosa" por Lord Martin Rees, cosmólogo/astrofísico británico y Astrónomo Real del Reino Unido. Musk ha declarado que permanecer en Marte es una empresa que amenaza la vida y que necesita ser gloriosa para que valga la pena. También se ha argumentado que la exploración de Marte debería dejarse a las misiones robóticas, que ya han tenido éxito, considerando que las misiones tripuladas son demasiado caras, peligrosas y aburridas.

### Colonialismo

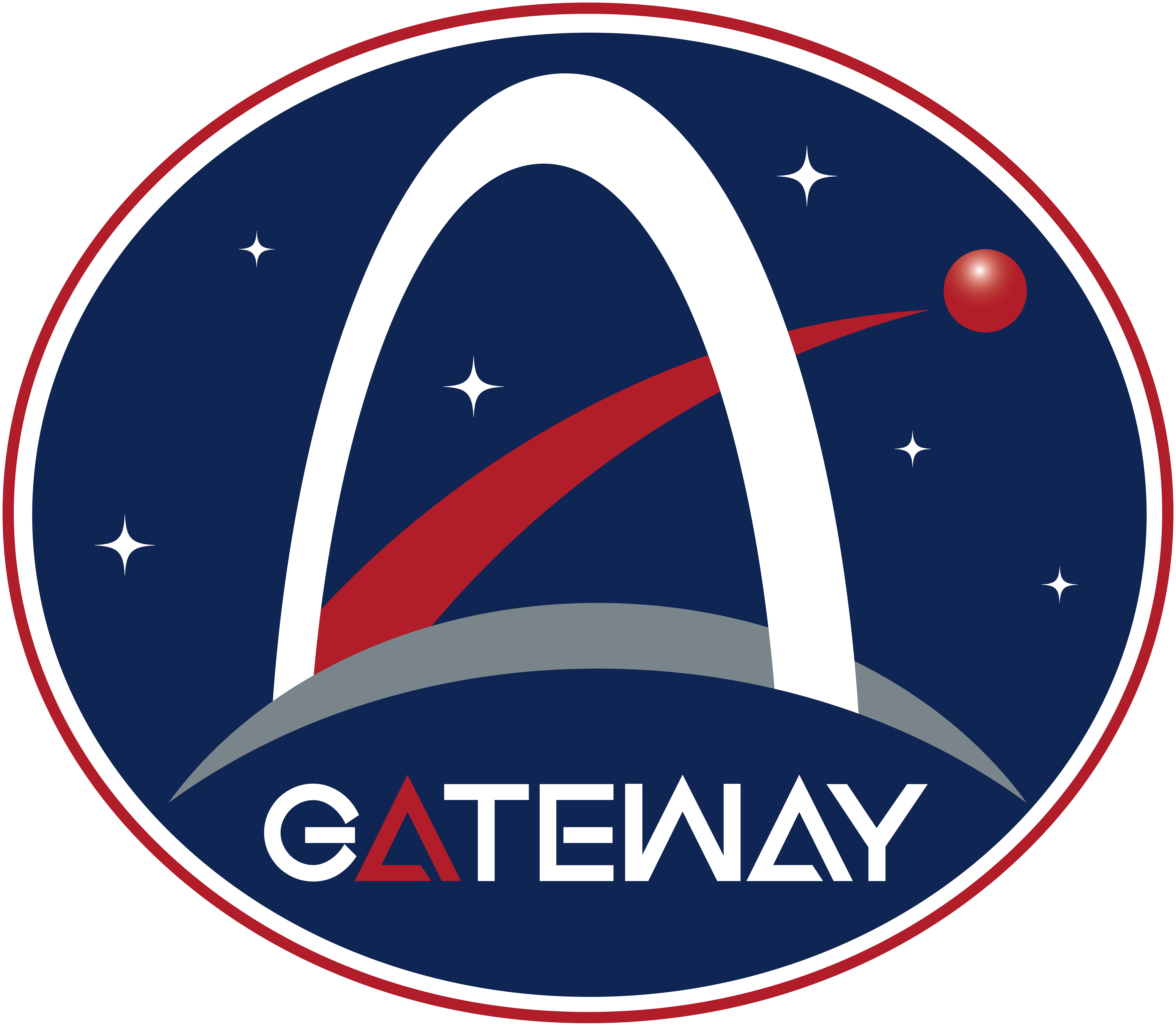
El logotipo y nombre de la estación Lunar Gateway hacen referencia al Arco Gateway de St. Louis, asociando a Marte con la frontera estadounidense.

La colonización espacial en general ha sido discutida como una continuación del imperialismo y el colonialismo, especialmente en relación con la toma de decisiones coloniales en Marte, las razones para el trabajo colonial y la explotación de la tierra, que han sido cuestionadas con una crítica poscolonial. Al reconocer la necesidad de una participación inclusiva y democrática en cualquier exploración, infraestructura o colonización espacial y de Marte, muchos han pedido reformas sociológicas drásticas y garantías para prevenir el racismo, el sexismo y otras formas de prejuicio.
La narrativa de la exploración espacial como una "Nueva Frontera" ha sido criticada como una continuación no reflexionada del colonialismo de asentamiento y el destino manifiesto, perpetuando la narrativa de la exploración colonial como fundamental para la supuesta naturaleza humana.
La perspectiva predominante de la colonización territorial en el espacio ha sido llamada surfacism (en inglés), especialmente al comparar la defensa de la colonización de Marte frente a la Venus.

### Peligros durante el embarazo
Un posible desafío ético que los viajeros espaciales podrían enfrentar es el del embarazo durante el viaje. Según las políticas de la NASA, está prohibido que los miembros de la tripulación participen en sexo en el espacio, basándose en la premisa de que los miembros de la tripulación deben tratarse como colegas en un entorno profesional. Una miembro embarazada en una nave espacial presentaría riesgos adicionales para ella y todos los demás a bordo. La mujer embarazada y el niño necesitarían nutrición adicional de las raciones a bordo, así como tratamiento y cuidados especiales. El embarazo afectaría las funciones y habilidades de la miembro de la tripulación embarazada. Todavía no se conoce completamente cómo el entorno en una nave espacial afectaría el desarrollo de un niño a bordo. Sin embargo, se sabe que un feto sería más susceptible a la radiación solar en el espacio, lo que probablemente tendría un efecto negativo en sus células y genética. Durante un viaje largo a Marte, es probable que los miembros de una nave participen en sexo debido a su entorno estresante y aislado.

## Promoción

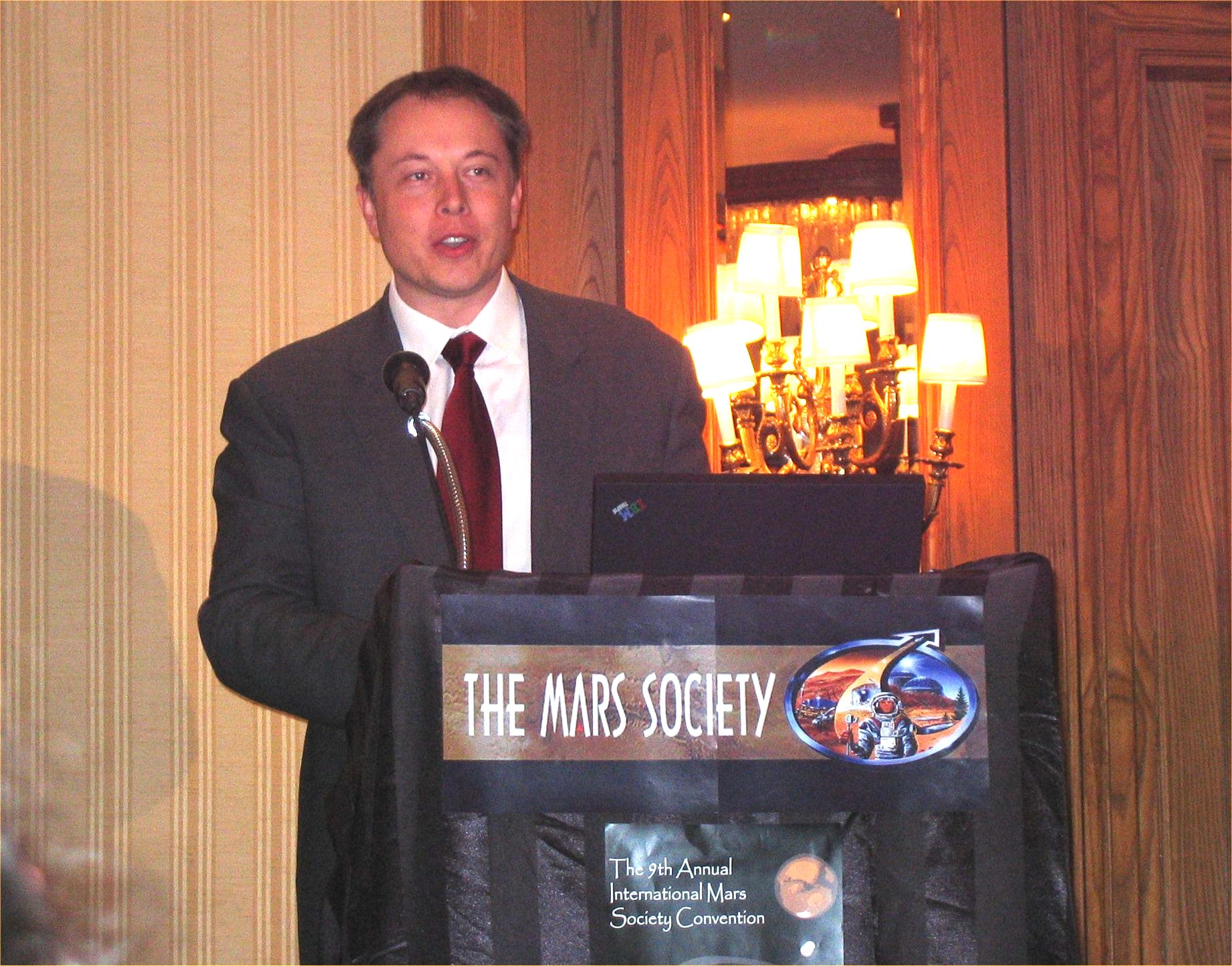
Elon Musk en la conferencia de la Mars Society de 2006, quien se unió brevemente a la junta directiva de la Sociedad de Marte. La sociedad y Musk han sido defensores de larga data de la colonización de Marte, con Musk estableciéndolo como un objetivo para su compañía de vuelos espaciales SpaceX.

La colonización de Marte es promovida por varios grupos no gubernamentales por diversas razones y con propuestas variadas. Uno de los grupos más antiguos es la Mars Society, que promueve un programa de la NASA para lograr la exploración humana de Marte y ha establecido estaciones de investigación análogas a Marte en Canadá y Estados Unidos. Mars to Stay aboga por reciclar vehículos de retorno de emergencia en asentamientos permanentes tan pronto como los exploradores iniciales determinen que la habitación permanente es posible.
Elon Musk fundó SpaceX con el objetivo a largo plazo de desarrollar las tecnologías que permitirán una colonia humana autosostenible en Marte. Richard Branson, en su vida, está "determinado a ser parte de iniciar una población en Marte. Creo que es absolutamente realista. Sucederá... Creo que en los próximos 20 años," [desde 2012] "llevaremos literalmente a cientos de miles de personas al espacio y eso nos dará los recursos financieros para hacer cosas aún más grandes".
El autor Robert Zubrin ha sido un importante defensor de la exploración y colonización de Marte durante muchos años. Es miembro de la Sociedad de Marte y ha escrito varios libros de ficción y no ficción sobre el tema. En 1996 escribió Alegato a Marte: el plan para establecernos en Marte y por qué debemos hacerlo (The Case for Mars: The Plan to Settle the Red Planet and Why We Must). Él continúa abogando por Marte y la exploración espacial con su libro más reciente, The Case for Space: How the Revolution in Spaceflight Opens Up a Future of Limitless Possibility.
En junio de 2013, Buzz Aldrin, estadounidense, ingeniero y exastronauta, y la segunda persona en caminar en la Luna, escribió una opinión, publicada en The New York Times, apoyando una misión humana a Marte y viendo la Luna "no como un destino sino más bien como un punto de partida, uno que coloca a la humanidad en una trayectoria para establecerse en Marte y convertirse en una especie de dos planetas". En agosto de 2015, Aldrin, en asociación con el Instituto de Tecnología de Florida, presentó un "plan maestro", para consideración de la NASA, para astronautas, con un "período de servicio de diez años", para colonizar Marte antes del año 2040.
Hay críticos del proyecto de colonización de Marte. El científico político estadounidense Daniel Deudney ha argumentado que una colonia en Marte completamente desarrollada representa una amenaza existencial para los humanos que permanecen en la Tierra. Su libro, Dark Skies: Space Expansionism, Planetary Geopolitics, and the Ends of Humanity, desafía la visión generalizada entre los defensores de que una colonia en Marte sería amigable con los intereses de los humanos en la Tierra. Según Deudney, esto es simplemente una suposición basada en la afirmación poco examinada de que una futura colonia en Marte será una extensión directa de la civilización en la Tierra, en lugar de un nuevo tipo de civilización con objetivos, valores, miedos y deseos distintos.

## En la ficción
- ARIA (2002–2008), por Kozue Amano.
- Away (2020), por Netflix.
- Climbing Olympus (1994), por Kevin J. Anderson.
- First Landing (2002), por Robert Zubrin.
- For All Mankind (2019), transmitida originalmente en Apple TV+, desde la temporada 3 en adelante
- Icehenge (1985), la trilogía de Marte (Red Mars, Green Mars, Blue Mars, 1992–1996), y The Martians (1999), por Kim Stanley Robinson.
- John Carter (2012), por Mark Andrews.
- Homo plus (1976), por Frederik Pohl.
- The Martian (1992) y Return to Mars (1999), por Ben Bova.
- Marte (2016), por National Geographic.
- Mars Diaries (2000), por Sigmund Brouwer.
- Mars Underground (1997), por William K. Hartmann.
- Martian Gothic: Unification (2000), desarrollado por Creative Reality para Microsoft Windows y Coyote Developments para PlayStation, publicado por TalonSoft para Microsoft Windows y Take-Two Interactive para PlayStation.
- Mr. Nobody (2009), por Jaco van Dormael.
- Red Faction (2001), desarrollado por Volition, publicado por THQ.
- Red Planet (1949), por Robert A. Heinlein.
- Surviving Mars (2018), desarrollado por Haemimont Games, publicado por Paradox Interactive.
- Terra Formars (2011).
- TerraGenesis (2016), desarrollado por Edgeworks Entertainment, publicado por Tilting Point.
- The Expanse (2016–2021), transmitida originalmente en Syfy, luego en Amazon Prime.
- El marciano (2011), por Andy Weir (y la película de 2015, dirigida por Ridley Scott).
- Crónicas marcianas (1950), por Ray Bradbury.
- Las arenas de Marte (1951), por Arthur C. Clarke.
- The Space Between Us (2016), por Peter Chelsom.
- Tom and Jerry: Blast Off to Mars (2005), película animada de ciencia ficción humorística por Warner Bros. Animation y Turner Entertainment.
- Total Recall (1990), por Paul Verhoeven.
- We Can Remember It for You Wholesale (1966), por Philip K. Dick.

### En inglés
- The Planetary Society: Mars Millennium Project
- Red Colony
- The Case for Mars
- Consorcio MarsDrive
- Corporación 4Frontiers
- Fundación Marte Archivado el 1 de marzo de 2012 en Wayback Machine.
- Mars Society
- Google Marte

- Datos: Q838950
- Multimedia: Colonization of Mars / Q838950